# 단과대학

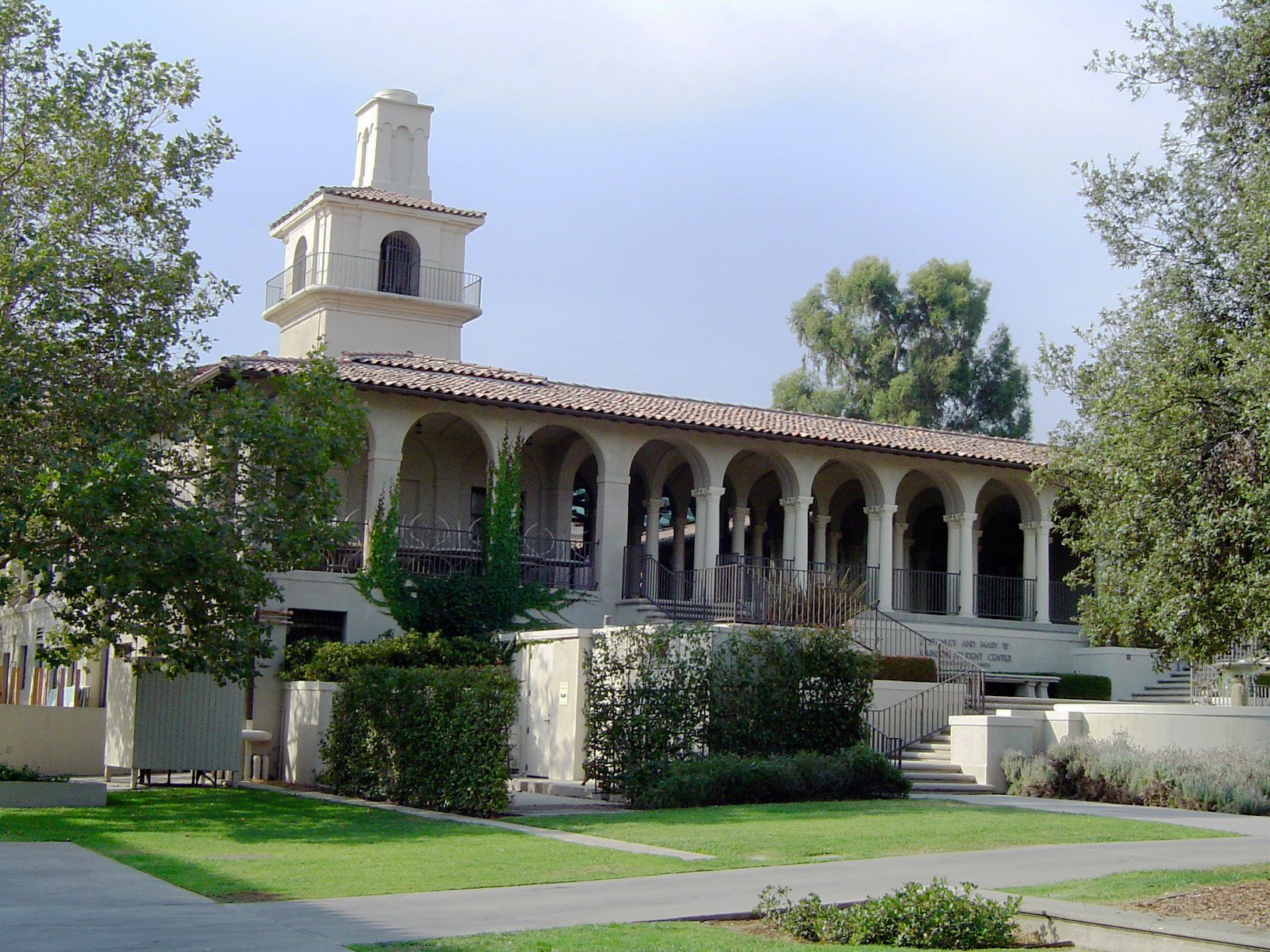
미국의 옥시덴털 칼리지

칼리지(영어: college) 또는 단과대학(單科大學)은 단일한 학문 영역을 교육·연구하는 대학, 또는 연합대학의 산하에 있는 대학이다. 단과대학은 독립적인 형태로 존재할 수 있으며, (종합)대학 산하의 교육 기관으로 존재하기도 한다. 3차 교육기관일 수 있고(때로는 학위를 수여하기도 함), 칼리지연합 대학의 일부, 직업교육 기관, 추가 교육 기관 또는 중등학교일 수 있다.
세계 대부분의 지역에서 칼리지는 고등학교 또는 중등학교, 추가 교육 칼리지, 무역 자격을 수여하는 훈련 기관, 대학 지위를 가지지 않는 고등 교육 제공 기관(종종 자체 학위 수여 권한이 없음) 또는 대학의 구성 부분일 수 있다. 미국에서는 칼리지가 학부 프로그램을 제공할 수 있다. 이는 독립 기관으로 또는 대학의 학부 프로그램으로 제공될 수 있으며, 대학의 기숙 칼리지 또는 커뮤니티 칼리지일 수도 있는데, 이는 주로 2년 전문학사 학위로 제한되며 저렴하고 접근 가능한 교육을 제공하는 것을 목표로 하는 (주로 공립) 고등 교육 기관을 의미한다. 일반적으로 "college"라는 단어는 미국에서 대학의 동의어로도 사용되며, "college students" 및 "going to college"와 같은 구절에서 사용될 때는 학교, 인스티튜트, 칼리지 또는 대학으로 불리든 상관없이 학위를 수여하는 모든 기관을 의미하는 것으로 이해된다.
프랑스, 벨기에, 스위스와 같은 국가의 칼리지는 중등교육을 제공한다.
영어의 college를 단과대학으로 번역하는 건 적절하지 않은데, 케임브리지 대학교의 피터하우스 칼리지처럼 인문학, 사회과학, 경제학, 법학, 자연과학, 공학, 예체능  등을 모두 다루는 종합 대학도 칼리지이고, 런던 대학교의 킹스 칼리지처럼 아예 캠퍼스가 여러개 있는 칼리지도 있다.
한 분야만 전문적으로 교육하는 대학교를 중국어로는 학원(중국어 간체자: 学院)이라고 말한다(한국어의 학원은 보습반이라고 표현한다).

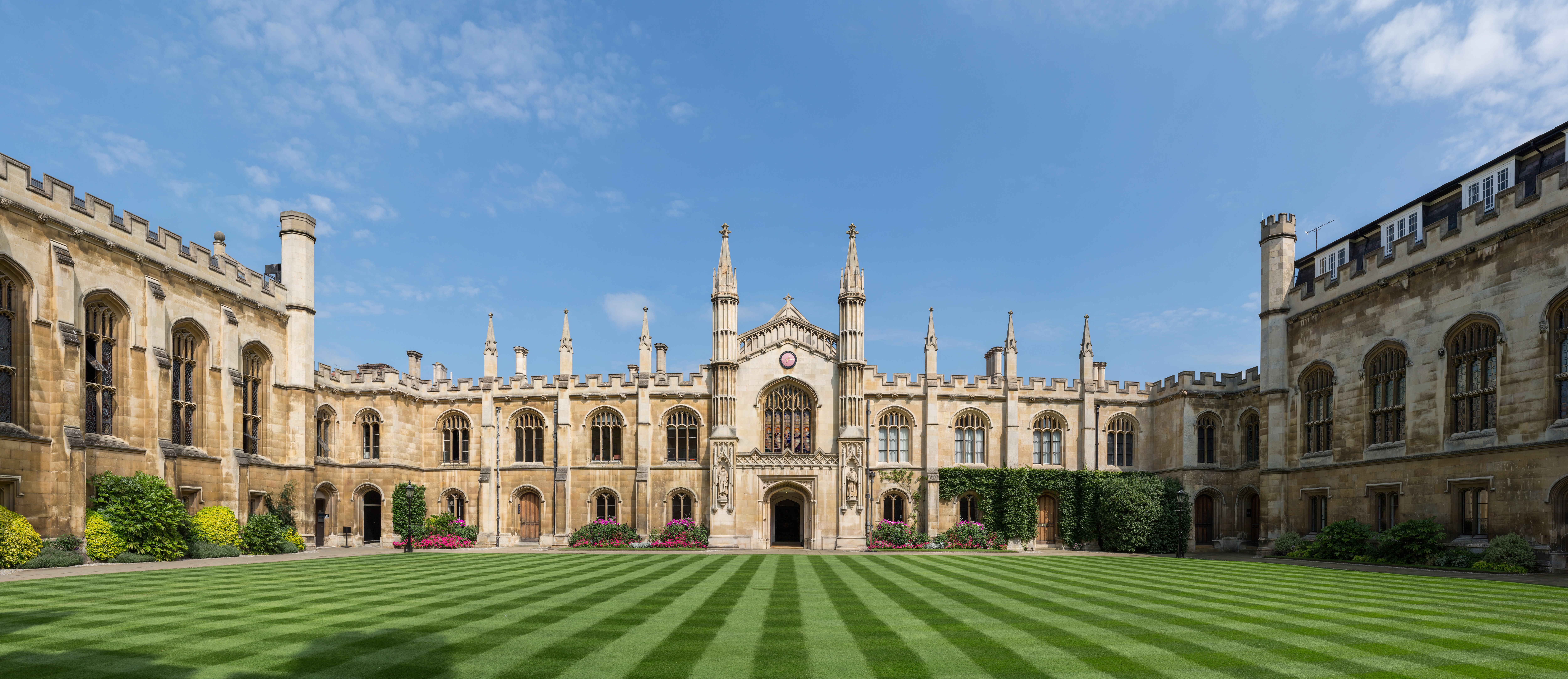
영국 케임브리지 대학의 구성 칼리지 중 하나인 코퍼스 크리스티 칼리지

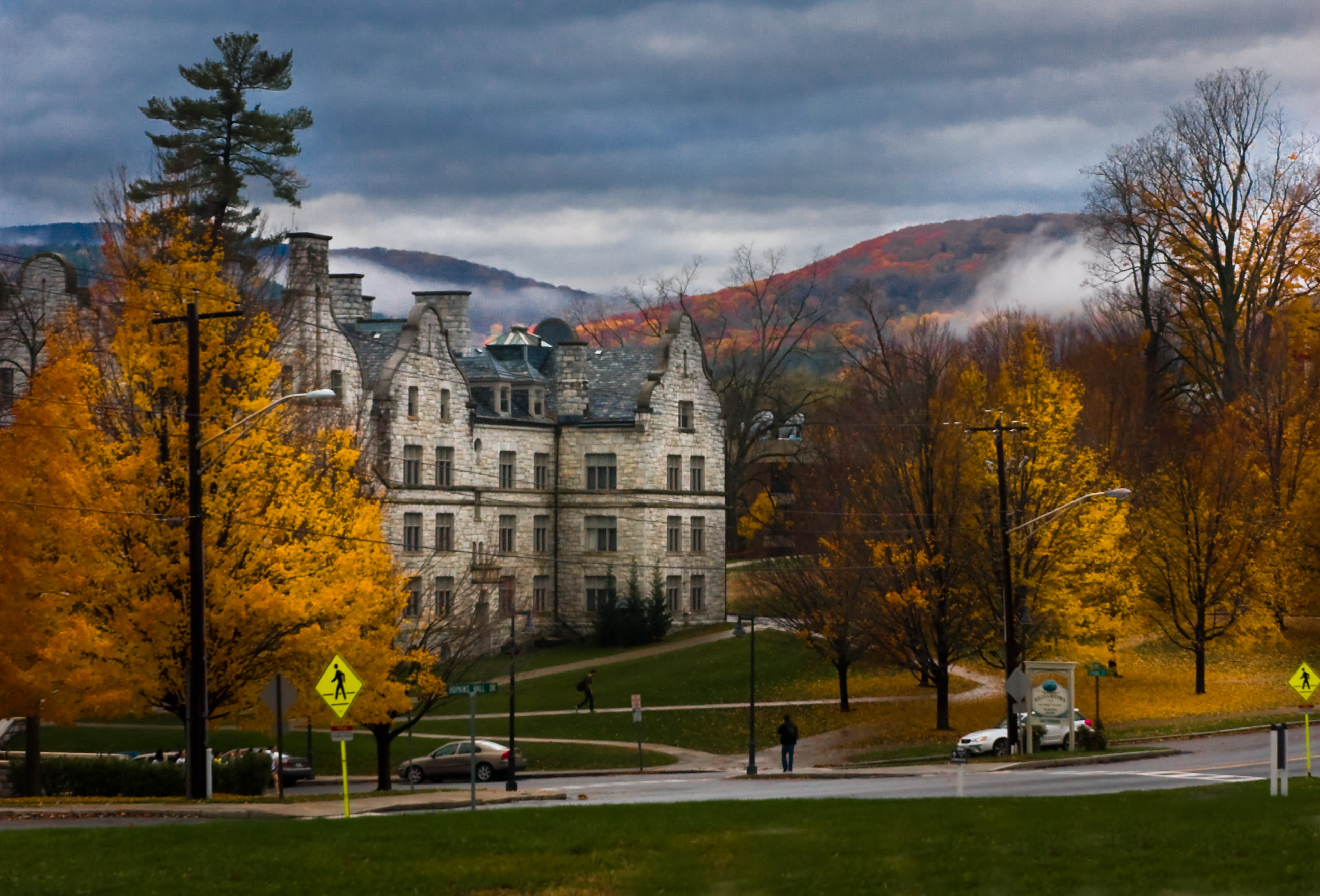
미국에서 가장 오래된 리버럴 아츠 칼리지 중 하나인 매사추세츠주 윌리엄스타운에 있는 윌리엄스 칼리지

## 어원

그린란드의 수도 누크의 문장에 묘사된 "붉은 신학교" 칼리지 건물.

칼리지("college")라는 단어는 라틴어 동사 lego, legere, legi, lectum "수집하다, 모으다, 고르다"와 전치사 cum "함께"에서 유래했으며, 따라서 "함께 선택된"을 의미한다. 그러므로 "동료(colleagues)"는 문자 그대로 "함께 일하도록 선택된 사람들"이다. 고대 로마에서 콜레기움(collegium)은 "동료애로 뭉친 단체, 길드, 법인; 치안관, 법무관, 트리뷴, 사제, 아우구르, 정치 클럽 또는 무역 길드"를 의미했다. 따라서 칼리지는 코퍼레이션 또는 법인체의 한 형태였으며, 자체적인 법인격을 가진 인공적인 법적 인격체로서 법적 계약을 체결하고 소송을 제기하거나 당할 수 있는 능력을 가졌다. 중세 잉글랜드에는 예를 들어 성가 예배당에 사제들의 칼리지가 있었다. 현대의 잔존물로는 잉글랜드의 로열 칼리비 오브 서전스(Royal College of Surgeons, 원래 런던 시 내의 외과의 길드), 런던의 문장원(헤럴드법을 시행하는 헤럴드 단체), 선거인단(대표자를 선출하는 단체)이 있다. 이들은 모두 특정 기능을 수행하기 위해 "공통으로 선택"되고 군주, 설립자 또는 기타 권한 있는 사람에 의해 임명된 사람들의 그룹이다. 현대의 "교육 칼리지"는 그 목적을 위해 설립된 단체였다. 예를 들어, 이튼 칼리지는 1440년 헨리 6세 국왕의 특허증에 의해 설립되었는데, 동료, 사제, 서기, 성가대원, 가난한 학자, 노인들을 위한 칼리지를 구성하기 위함이었고, 한 명의 교장 또는 관리자의 의무는 이 학자들과 잉글랜드 어느 곳에서든 찾아오는 다른 모든 사람들에게 문자 지식, 특히 문법을 무료로 가르치는 것이었다.

## 개요

### 고등교육

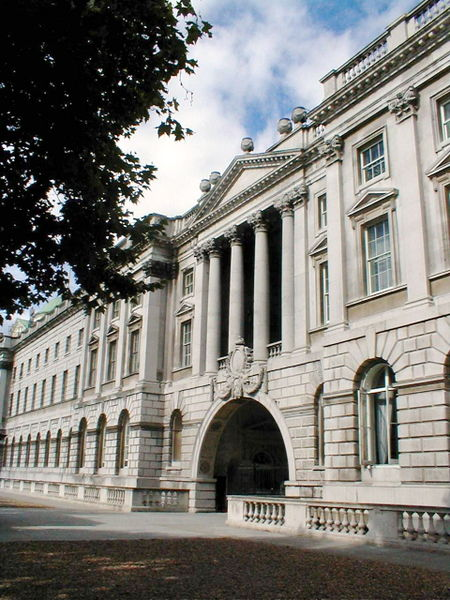
칙허장에 의해 1829년에 설립된 킹스 칼리지 런던은 런던 대학교의 설립 칼리지 중 하나이다.

고등 교육에서 이 용어는 다음을 지칭하는 데 사용될 수 있다.
- 칼리지연합 대학의 구성 부분, 예를 들어 킹스 칼리지 (케임브리지 대학교) 또는 연방 대학의 구성 부분, 예를 들어 킹스 칼리지 런던.
- 리버럴 아츠 칼리지, 윌리엄스 칼리지 또는 애머스트 칼리지와 같이 학부 교육에 중점을 둔 독립 고등 교육 기관.
- 학부 프로그램이 리버럴 아츠 모델을 따르지 않는 대학의 리버럴 아츠 학부, 예를 들어 베이징 대학의 Yuanpei College.
- 추가 교육 칼리지와 같은 전문 교육을 제공하는 인스티튜트, 예를 들어 Belfast Metropolitan College, 교사 양성 칼리지 또는 미술 칼리지.
- 대학, 칼리지 및 기타 고등 교육 기관을 포함하는 가톨릭 대학교 기관으로, 일반적으로 종교 기관에 의해 사적으로 운영된다. 성좌와 연결된 기관은 특별히 교황청립 대학이라고 불린다.
- 미국에서는 칼리지가 때때로 (그러나 드물게) 아이비 리그의 8개 대학 중 하나인 다트머스 대학교와 같은 연구형 대학의 동의어로 사용된다.
- 미국에서는 대학원 학위도 수여하는 대학의 학부 칼리지, 예를 들어 예일 대학교 내의 학부 칼리지인 예일 칼리지.

### 추가 교육
식스폼 칼리지 또는 추가 교육 칼리지는 잉글랜드, 웨일스, 북아일랜드, 벨리즈, 카리브 제도, 몰타, 노르웨이, 브루나이, 남아프리카 등에서 16세에서 19세 사이의 학생들이 A-레벨, BTEC, HND 또는 이에 상응하는 자격, 국제 바칼로레아 디플로마, 또는 GCSE와 같은 학교 수준의 자격을 공부하는 교육 기관이다. 싱가포르와 인도에서는 이를 주니어 칼리지라고 한다. 파리 시의 시립 정부는 리세의 영어 이름으로 "sixth form college"라는 문구를 사용한다.

### 중등교육

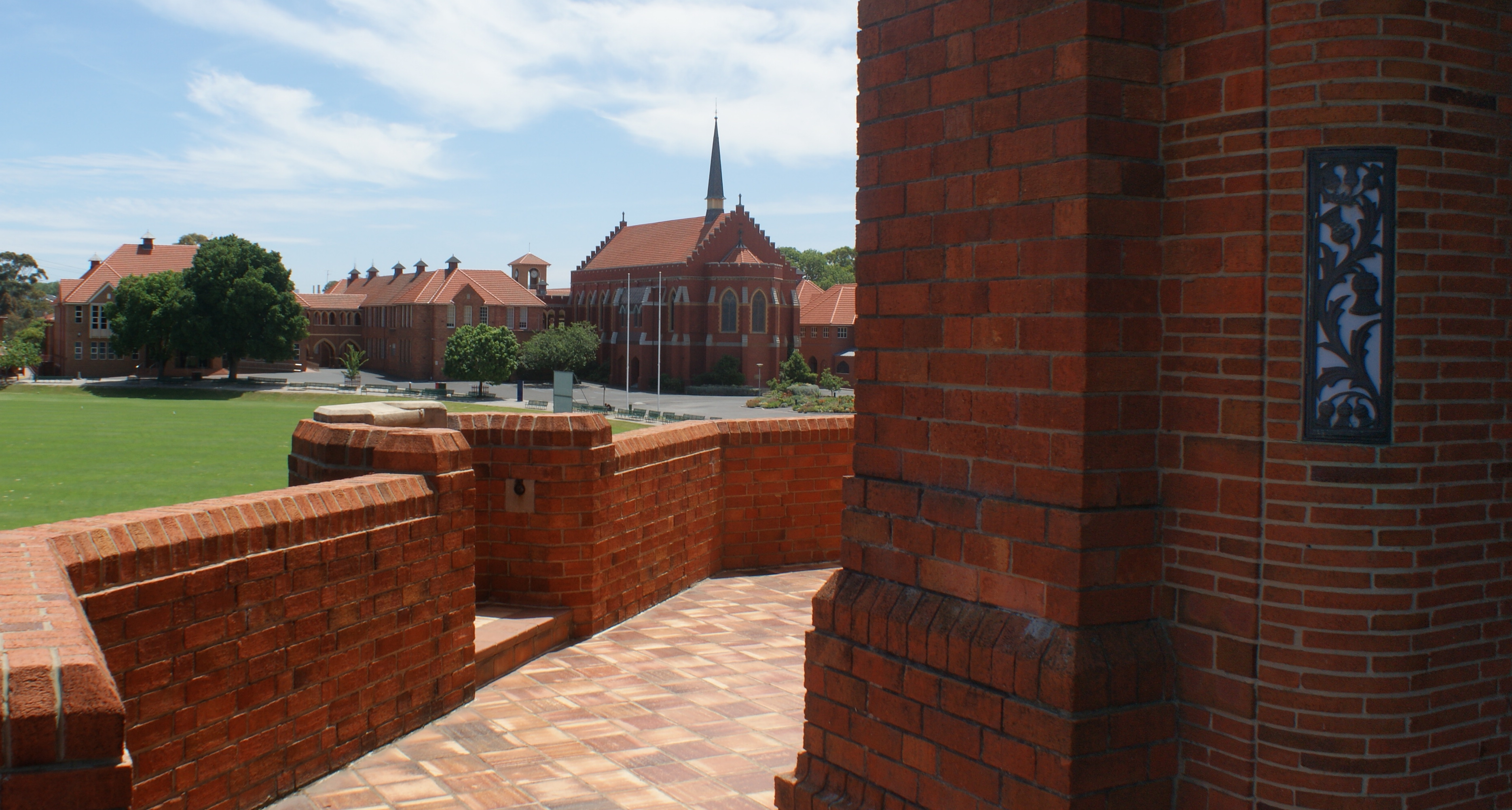
오스트레일리아의 독립 중등학교인 Scotch College, Melbourne

일부 국가 교육 시스템에서는 중등학교를 "칼리지"라고 부르거나 제목에 "칼리지"를 포함할 수 있다.
오스트레일리아에서 "칼리지"라는 용어는 국공립학교와는 구별되는 모든 사립 또는 독립 (비정부) 초등학교, 특히 중등학교에 적용된다. Melbourne Grammar School, Cranbrook School, Sydney, The King's School, Parramatta는 칼리지로 간주된다.
최근에는 정부 중등학교를 "칼리지"로 이름을 바꾸거나 새로 만드는 경향도 있었다. 빅토리아주에서는 일부 주립 고등학교를 중등 칼리지라고 부르지만, 멜버른의 남학생을 위한 가장 중요한 정부 중등학교는 여전히 Melbourne High School이라는 이름으로 불린다. 서오스트레일리아, 사우스오스트레일리아, 노던 준주에서는 1990년대 후반 이후 건설된 모든 주립 고등학교와 일부 오래된 학교의 이름에 "칼리지"가 사용된다. 뉴사우스웨일스주에서는 일부 고등학교, 특히 합병으로 생긴 다중 캠퍼스 학교가 "중등 칼리지"로 알려져 있다. 퀸즐랜드주에서는 초등학교 및 고등학교 학생을 모두 수용하는 일부 신설 학교는 주립 칼리지로 불리지만, 중등 교육만을 제공하는 주립 학교는 "주립 고등학교"라고 불린다. 태즈메이니아주와 오스트레일리아 수도 준주에서는 "칼리지"가 고등학교 마지막 2년(11학년 및 12학년)과 이를 제공하는 기관을 의미한다. 이 맥락에서 "칼리지"는 고등학교의 다른 학년과 독립된 시스템이다. 여기서 이 표현은 입학 칼리지의 줄임말이다.
캐나다의 여러 도시에서는 많은 정부 운영 중등학교가 "콜레지엇" 또는 "콜레지엇 인스티튜트(C.I.)"라고 불리는데, 이는 일반적인 "고등 교육"의 의미를 피하기 위한 복잡한 형태의 "칼리지" 단어이다. 이는 이러한 중등학교가 전통적으로 직업 과목이 아닌 학술 과목과 능력 수준에 중점을 두었기 때문이다(예: 콜레지엇은 라틴어를 제공하고 직업 학교는 기술 과정을 제공했다). 일부 사립 중등학교(예: Upper Canada College, Vancouver College)는 그럼에도 불구하고 이름에 "칼리지"라는 단어를 사용하기도 한다. 국내 다른 지역의 일부 중등학교, 특히 분리 학교 시스템 내의 학교들도 이름에 "칼리지" 또는 "콜레지엇"이라는 단어를 사용할 수 있다.
뉴질랜드에서 "칼리지"라는 단어는 일반적으로 13세에서 17세까지의 중등학교를 의미하며, 특히 사립 또는 통합 학교의 이름에 "칼리지"가 포함된다. "칼리지"는 북섬에서 가장 자주 나타나는 반면, "고등학교"는 남섬에서 더 흔하다.
네덜란드에서 "칼리지"는 HBO(고등 직업 교육)와 동일하다. 이는 과학 지향적인 대학과 달리 직업적인 전망이 분명한 직업 훈련에 중점을 둔다.

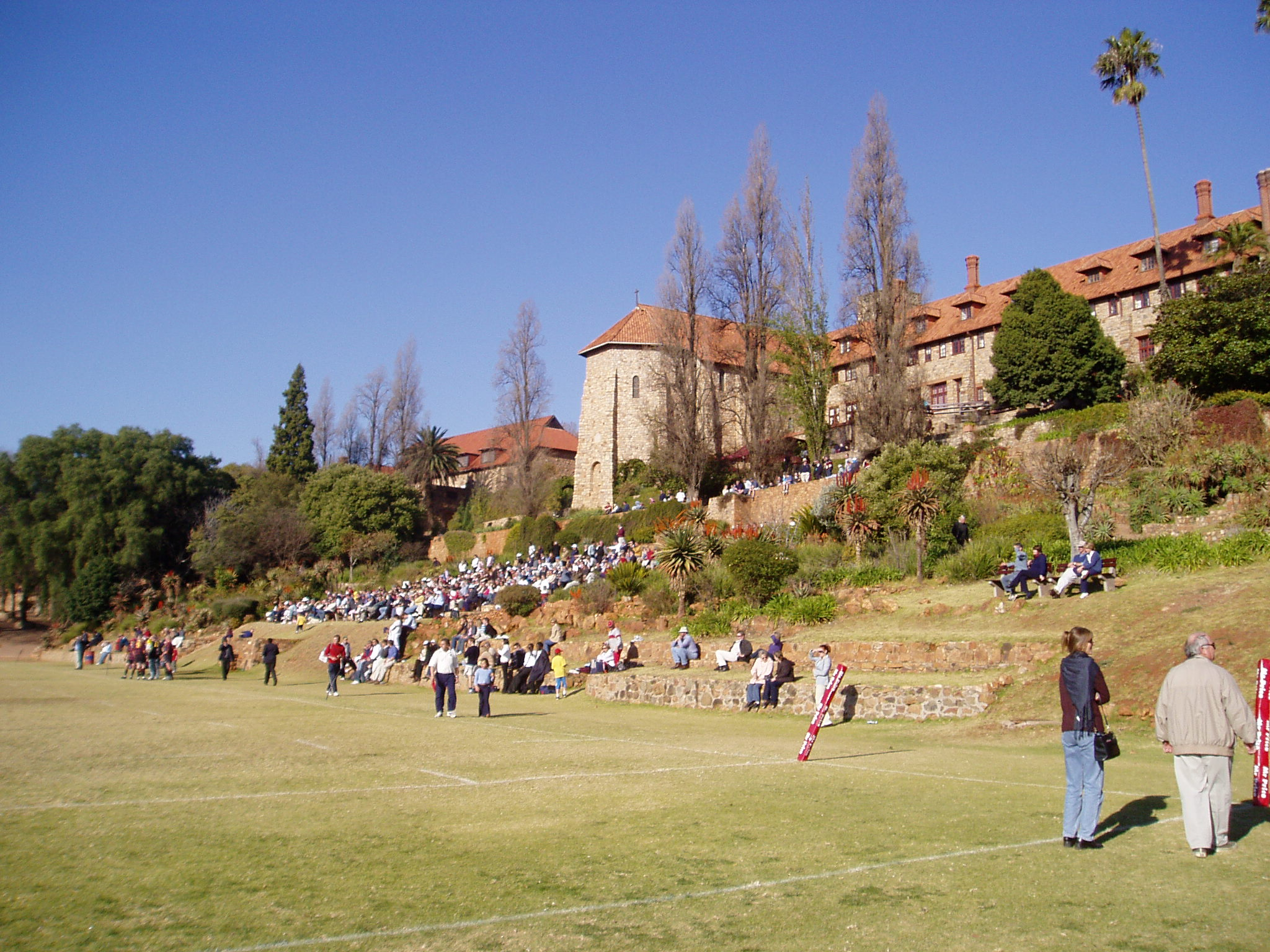
요하네스버그 세인트존스 칼리지, 남아프리카 공화국의 남학교

남아프리카 공화국에서는 일부 중등학교, 특히 영국 공립학교 모델의 사립학교가 이름에 "칼리지"를 포함하고 있으며, 남아프리카 공화국 7대 명문 고등학교 중 6개가 이에 해당한다. 이러한 범주의 대표적인 예로는 요하네스버그 세인트존스 칼리지가 있다.
아이들의 성적을 시험 요구 사항에 집중적으로 개선하는 데 전문화된 사립학교는 비공식적으로 "벼락치기 칼리지"라고 불린다.
스리랑카에서 "칼리지"(싱할라어로는 Vidyalaya)라는 단어는 일반적으로 중등학교를 의미하며, 보통 5학년 이상을 나타낸다. 영국 식민지 시대에 영국 공립학교 모델에 기반한 소수의 고급 중등학교가 설립되었다(Royal College Colombo, S. Thomas' College, Mount Lavinia, Trinity College, Kandy). 이들 학교와 몇몇 가톨릭 학교(St. Joseph's College, Colombo, St Anthony's College)는 전통적으로 이름에 칼리지를 사용한다. 1931년 무상 교육이 시작된 이후 많은 중앙 칼리지가 시골 대중을 교육하기 위해 설립되었다. 1948년 스리랑카가 독립한 이래로 설립된 많은 학교들은 "칼리지"라는 이름이 붙었다.

### 기타

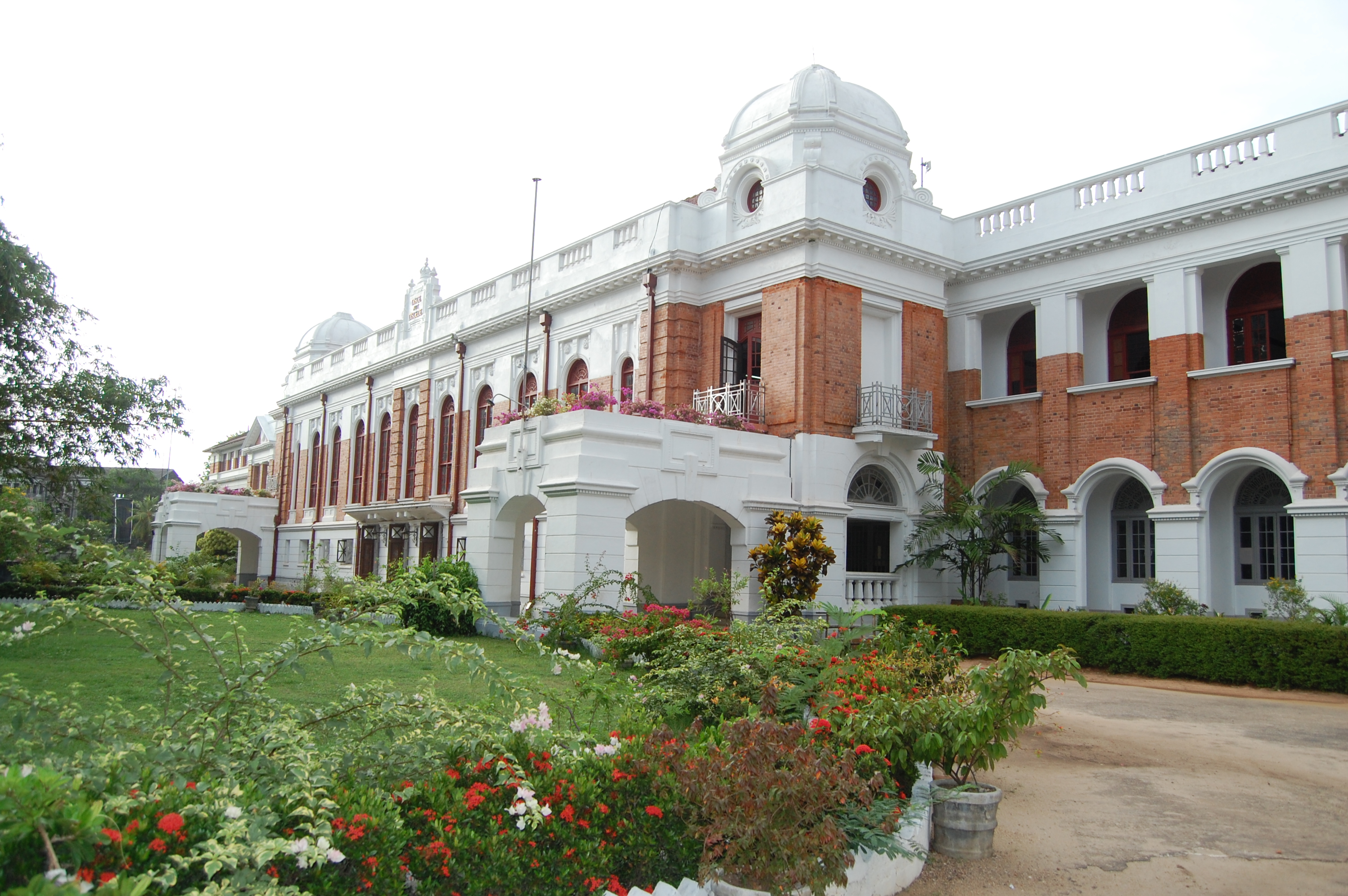
스리랑카 콜롬보에 위치한 남학교인 Royal College Colombo

교육 기관뿐만 아니라, 이 용어는 그 어원에 따라 법령이나 규정, 종종 칙허장에 따라 설립된 모든 공식적인 동료 그룹을 지칭할 수도 있다. 예를 들어 선거인단, 문장원, 카논 신부단, 그리고 추기경단이 있다. 다른 칼리지 기관으로는 특히 의학 및 관련 직업 분야의 전문 협회들이 있다. 영국에서는 왕립 간호 대학과 왕립 내과의 협회가 이에 해당한다. 미국에서는 American College of Physicians, American College of Surgeons, 그리고 American College of Dentists가 있다. 호주의 예로는 Royal Australian College of General Practitioners가 있다.

## 국가별 칼리지
전 세계 여러 지역에서 "칼리지"라는 용어가 교육기관을 묘사하는 다양한 방식은 다음과 같다:

## 아메리카

### 캐나다
캐나다 영어에서 "칼리지"라는 용어는 일반적으로 기술 학교, 응용 예술/과학/기술/경영/보건 학교 또는 커뮤니티 칼리지를 의미한다. 이들은 고등 교육 기관으로, 졸업장, 디플로마, 전문학사 학위 및 (일부 경우) 학사 학위를 수여한다. 퀘벡주의 특정 예비 대학 및 기술 교육 시스템 내 공공 기관에 대한 프랑스어 약어는 CEGEP (Collège d'enseignement général et professionnel, "일반 및 전문 교육 칼리지")이다. 이들은 학생이 퀘벡 교육 시스템에서 대학에 진학하거나 또는 기술을 배우고자 할 때 일반적으로 등록하는 칼리지 수준의 기관이다. 온타리오주와 앨버타주에는 학부 학위만 수여하는 유니버시티 칼리지로 지정된 기관도 있다. 이는 학부 및 대학원 프로그램을 모두 가진 대학과 그렇지 않은 기관을 구별하기 위함이다.
캐나다에서는 "칼리지"와 "대학" 사이에 강한 구분이 있다. 대화에서 사람들은 특별히 "대학에 간다"(즉, 대학에서 3년 또는 4년 학위 공부) 또는 "칼리지에 간다"(즉, 기술/직업 훈련을 공부)라고 말한다.

#### 대학 환경에서의 용어 사용
'칼리지'라는 용어는 대학의 제휴 기관으로 공식적으로 활동하는 별개의 독립체, 즉 연방 칼리지 또는 제휴 칼리지에도 적용된다. 대학은 또한 여러 구성 칼리지를 공식적으로 포함하여 칼리지연합 대학을 형성할 수도 있다. 캐나다의 칼리지연합 대학의 예로는 트렌트 대학교와 토론토 대학교가 있다. 이러한 유형의 기관들은 독립적으로 운영되며 자체 기부금과 재산을 유지한다. 그러나 이들은 상위 대학과 제휴하거나 연방을 맺고 있으며, 상위 대학이 공식적으로 학위를 수여하는 기관이다. 예를 들어, 트리니티 칼리지는 한때 독립 기관이었지만, 나중에 토론토 대학교와 연방을 맺었다. 캐나다의 몇몇 중앙 집중화된 대학들은 칼리지연합 대학 모델을 모방했지만, 중앙 집중화된 대학 내의 구성 칼리지들은 여전히 중앙 행정부의 권한 아래에 있다. 칼리지 모델을 어느 정도 채택한 중앙 집중화된 대학으로는 브리티시컬럼비아 대학교와 그린 칼리지 및 세인트 존스 칼리지; 그리고 뉴펀들랜드 메모리얼 대학교와 Sir Wilfred Grenfell College가 있다.
때때로 "칼리지"는 대학 내에서 구별되지만 연방을 맺거나 제휴되지 않은 특정 학과를 지칭하기도 한다. 예를 들어 교육대학, 의과대학, 치과대학, 생물과학대학 등이 있다.
캐나다 왕립 군사 칼리지는 캐나다군 장교를 훈련시키는 군사 칼리지이다. 이 기관은 대학원 학위 발급 권한을 가진 완전한 대학이지만, 이름에 "칼리지"라는 용어를 계속 사용한다. 이 기관의 자매 학교인 Royal Military College Saint-Jean도 이름에 "칼리지"라는 용어를 사용하지만, 학술 제공은 퀘벡의 CEGEP 기관과 유사하다. 캐나다의 여러 고등 음악 학교는 공식적으로 대학임에도 불구하고 이름에 "칼리지"라는 단어를 사용했지만, 이들 기관의 대부분은 21세기 초에 이름에서 "칼리지"라는 단어를 삭제하거나 브랜드를 변경했다.

#### 중등 교육에서의 사용
'칼리지'라는 단어는 온타리오의 공립 분리 중등학교 이름에 계속 사용되고 있다. 캐나다 전역의 여러 사립학교에서도 이름에 '칼리지'라는 단어를 사용한다.
온타리오의 공립 세속 교육청 또한 그들의 중등학교를 콜레지엇 인스티튜트라고 부른다. 그러나 콜레지엇 인스티튜트라는 단어의 사용은 교육청마다 다르다. 콜레지엇 인스티튜트는 레이크헤드 교육청과 토론토 지구 교육청의 중등학교에서 주로 사용되는 이름이지만, 온타리오의 대부분의 교육청은 학교 이름에 콜레지엇 인스티튜트와 고등학교, 중등학교를 함께 사용한다. 유사하게, 리자이나와 새스커툰의 중등학교는 콜레지엇이라고 불린다.

### 칠레
공식적으로 2009년부터 칠레 교황청 가톨릭 대학교는 "칼리지"라는 용어를 학사 학위로서 3차 교육 프로그램의 이름으로 통합했다. 이 프로그램은 자연 과학 및 수학 학사, 사회 과학 학사, 예술 및 인문학 학사를 특징으로 한다. 이는 미국 대학과 동일한 시스템을 가지고 있으며, 전공과 부전공을 결합하고 궁극적으로 프로그램이 완료되면 학생들이 동일한 대학에서 더 높은 학위를 계속할 수 있도록 한다.
그러나 칠레에서 "칼리지"라는 용어는 일반적으로 3차 교육에 사용되지 않고, 주로 이중 언어 학교의 이름에 사용되며, ISCED 2011의 0, 1, 2단계에 해당한다. 예를 들어 산티아고 칼리지, 세인트 조지 칼리지 등이 있다.

### 미국

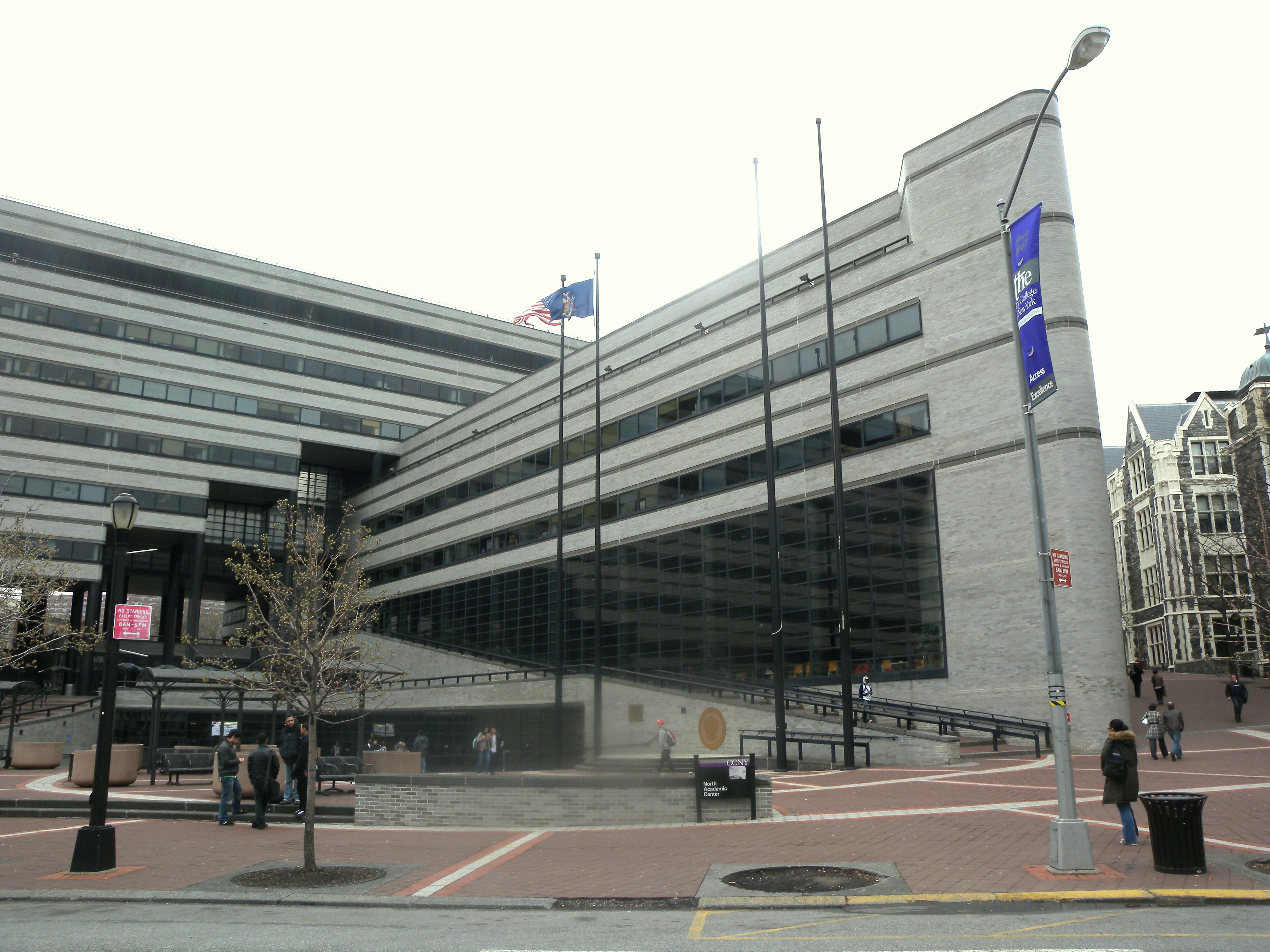
시티 칼리지 오브 뉴욕

미국에는 2020-21년 현재 5,916개의 고등 교육 기관(대학 및 칼리지)이 있으며, 2012-13년에 7,253개로 정점을 찍은 후 매년 감소했다. 미국에서 "칼리지"는 대학의 구성 부분(즉, 기숙 칼리지, 학부 과정을 제공하는 대학의 하위 부서, 또는 특정 전문 과정을 제공하는 대학의 학교), 학사 수준의 과정을 제공하는 독립 기관, 또는 특정 전문, 기술 또는 직업 분야에서 교육을 제공하는 기관을 의미할 수 있다. 일반적으로 "칼리지"라는 단어는 모든 고등 학부 교육을 위한 일반적인 용어이다. 미국인들은 고등학교 졸업 후 "칼리지에 간다"고 말하며, 해당 기관이 공식적으로 칼리지이든 대학이든 상관없다. 일부 학생들은 고등학교에 다니면서도 칼리지 수업을 듣는 이중 등록을 선택한다. 이 단어와 그 파생어는 미국의 고등 학부 교육과 관련된 기관 및 경험을 설명하는 표준 용어이다.
학생들은 수업을 듣기 전에 학비를 지불해야 한다. 일부는 대출로 돈을 빌리고, 일부 학생들은 현금, 장학금, 보조금 또는 이들 지불 방법의 조합으로 교육비를 조달한다. 2011년에 주 또는 연방 정부는 각 학부 학위에 대해 8,000달러에서 100,000달러를 보조했다. 주립 학교("공립" 대학이라고 불림)의 경우, 보조금은 칼리지에 지급되었고 학생은 낮은 학비로 혜택을 받았다. 주 정부는 공립 대학 학비의 평균 50%를 보조했다.

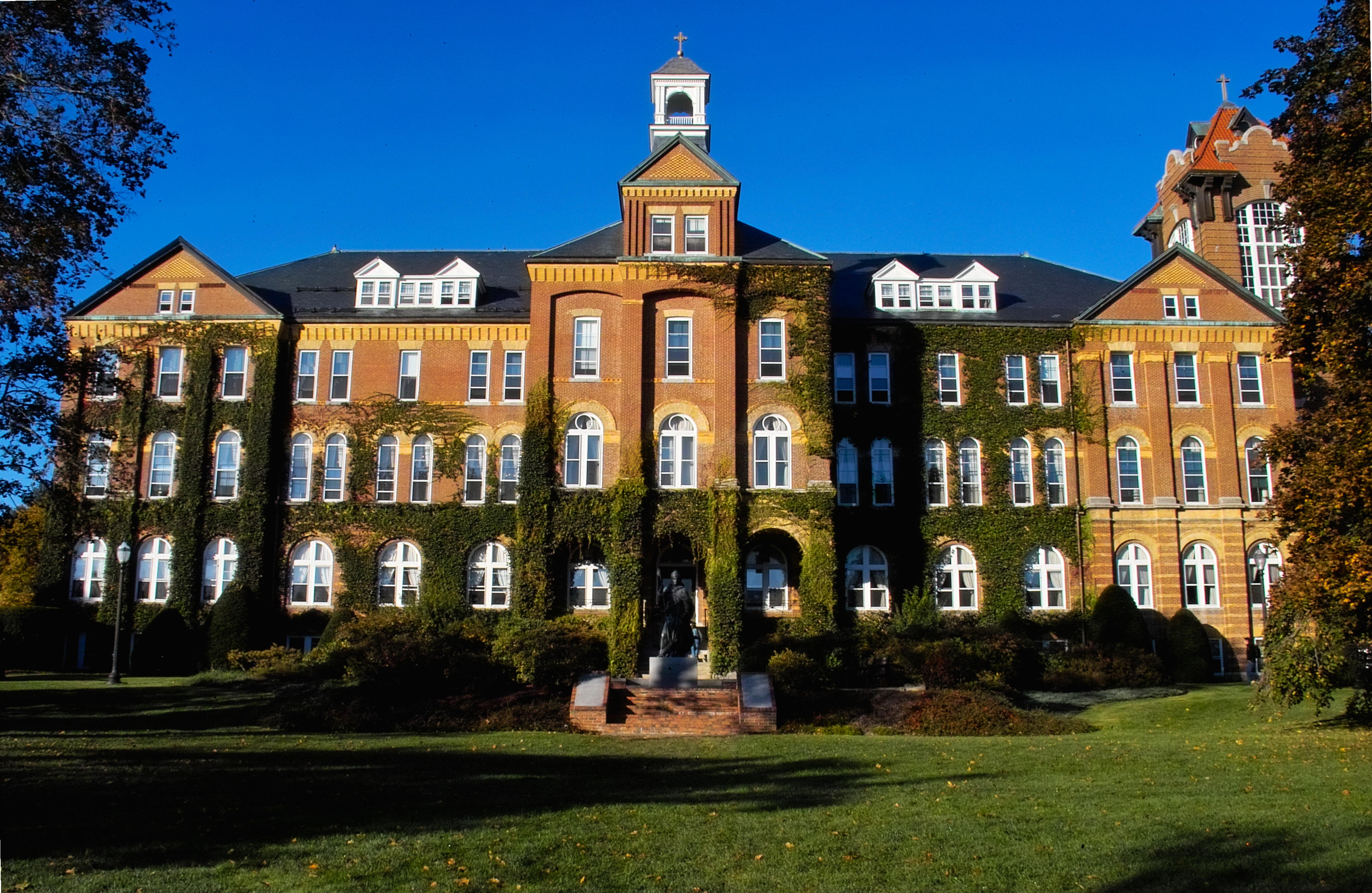
Saint Anselm College

칼리지들은 규모, 학위, 체류 기간 면에서 다양하다. 2년제 칼리지, 즉 전문대학이나 커뮤니티 칼리지는 보통 전문학사를 제공하고, 4년제 칼리지는 보통 학사 학위를 제공한다. 종종 이들은 전적으로 학부 기관이지만, 일부는 대학원 프로그램도 가지고 있다.
미국의 4년제 기관 중 자유 인문학 커리큘럼을 강조하는 곳은 리버럴 아츠 칼리지로 알려져 있다. 20세기까지 자유 인문학, 법학, 의학, 신학, 신학은 미국에서 유일하게 이용 가능한 고등 교육 형태였다. 이들 학교는 전통적으로 학부 수준의 교육을 강조했지만, 고급 연구는 여전히 이러한 기관에서 이루어질 수 있다.

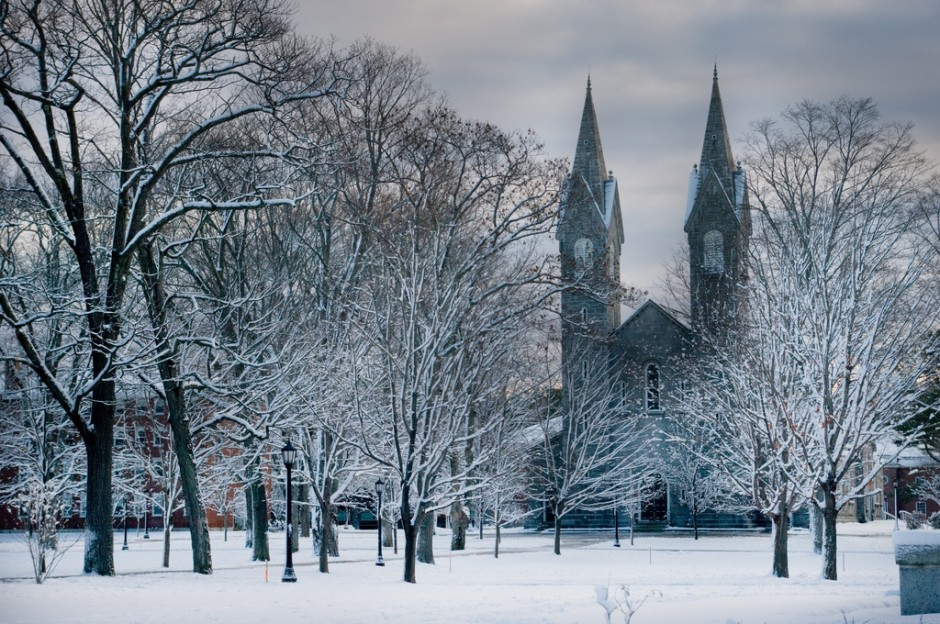
보딘 칼리지

미국에는 국가 표준이 없지만, "대학"이라는 용어는 주로 학부 및 대학원 교육을 제공하는 기관을 의미한다. 대학은 일반적으로 그 핵심이자 가장 큰 내부 부서로 자유 인문학 커리큘럼을 가르치는 학부 대학을 가지며, 이 역시 학사 학위로 이어진다. 대학을 종종 구별하는 것은 추가적으로 대학원 수업을 가르치고 연구에 참여하는 하나 이상의 대학원을 가지고 있다는 점이다. 종종 이들은 법학대학원 또는 의과대학원이라고 불린다 (그러나 법학대학 또는 법학부라고 불릴 수도 있다). 예외는 인디애나주 빈센즈 대학교인데, 이는 거의 모든 학술 프로그램이 2년제 전문학사 학위만으로 이어짐에도 불구하고 "대학"으로 명명되고 인가받았다. 다트머스 대학교와 The College of William & Mary와 같은 일부 기관은 역사적인 이유로 이름에 "칼리지"라는 용어를 유지했다. 독특한 경우로, 매사추세츠주 체스트넛 힐에 위치한 보스턴 칼리지와 매사추세츠주 보스턴에 위치한 보스턴 대학교는 완전히 별개의 기관이다.
용어 사용은 주마다 다르다. 예를 들어 1996년에 조지아주는 이전에 칼리지로 지정되었던 모든 4년제 기관을 대학으로 변경했고, 모든 직업 기술 학교를 기술 칼리지로 변경했다.

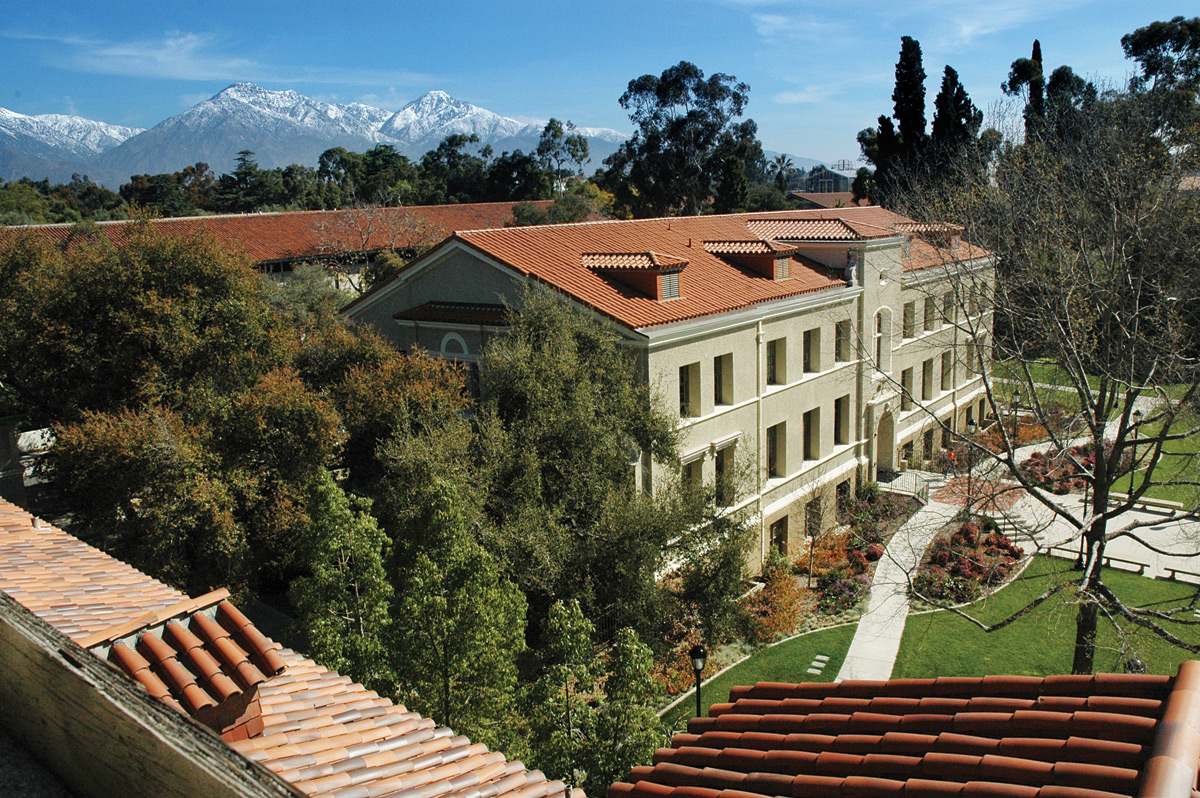
포모나 칼리지

"대학"과 "칼리지"라는 용어가 미국 고등 교육 기관의 가능한 모든 명칭을 소진하는 것은 아니다. 다른 명칭으로는 "인스티튜트"(우스터 폴리테크닉 대학 및 매사추세츠 공과대학교), "아카데미"(미국 육군사관학교), "유니온"(쿠퍼 유니언), "컨서버토리"(New England Conservatory), 그리고 "학교"(줄리아드 스쿨) 등이 있다. 구어체에서는 학부 과정을 지칭할 때 여전히 "칼리지"라고 부른다.
칼리지라는 용어는 영국에서와 마찬가지로 더 큰 대학의 구성적인 준자치적 부분에도 사용되지만, 일반적으로 거주보다는 학문적 기준으로 조직된다. 예를 들어, 많은 기관에서 대학의 학부 부분을 간략하게 칼리지(예: 시카고 대학교의 칼리지, 하버드 대학교의 하버드 칼리지, 컬럼비아 대학교의 컬럼비아 칼리지)라고 부를 수 있는 반면, 캘리포니아 대학교 버클리와 같은 다른 기관에서는 "칼리지"가 공통적인 특성, 사명 또는 학문적 초점을 공유하는 학문 프로그램 및 기타 단위들의 집합체(예: "공과대학", "간호대학" 등)이다. 합병 및 인수와 같은 역사적인 이유로 다른 변형이 존재하기도 한다. 예를 들어, 1920년대까지 트리니티 칼리지라고 불렸던 듀크 대학교는 여전히 주요 학부 부서를 Trinity College of Arts and Sciences라고 부른다.

#### 기숙 칼리지

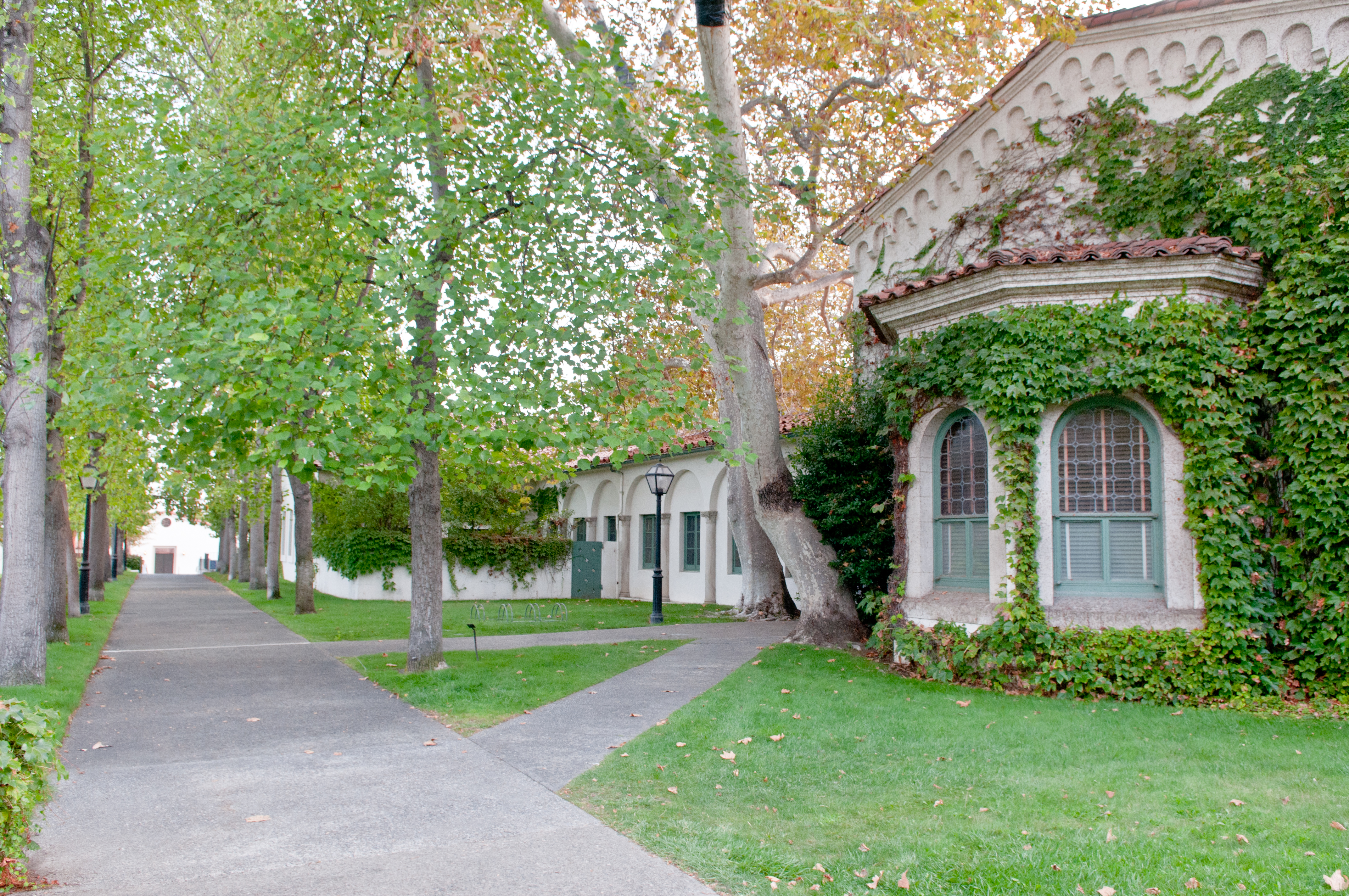
스크립스 칼리지

프린스턴 대학교, 라이스 대학교, 예일 대학교와 같은 일부 미국 대학들은 옥스퍼드나 케임브리지와 비슷한 기숙 칼리지를 설립했다(때로는 1930년대에 이러한 시스템을 처음 설립한 하버드 대학교와 같이 하우스로 알려져 있다). 옥스브리지 칼리지와는 달리, 더럼 대학교와 유사하게, 이들 기숙 칼리지는 자율적인 법적 실체가 아니며 교육 자체에는 거의 관여하지 않고 주로 숙식 및 사회생활에만 관련된다. 미시간 대학교, 캘리포니아 대학교 샌디에이고, 캘리포니아 대학교 샌타크루즈에서는 각 기숙 칼리지가 자체 핵심 작문 과정을 가르치고 자체적으로 독특한 졸업 요건을 가지고 있다.
많은 미국 대학들은 최근 몇 년 동안 기숙 칼리지를 더욱 강조했다. 이는 예일 대학교 및 프린스턴 대학교와 같은 아이비 리그 학교에 새로운 칼리지들이 설립된 것과 2016년 프린스턴의 기숙 칼리지 태스크포스를 통해 학생 교육에 대한 기숙 칼리지의 기여를 강화하려는 노력에서 잘 드러난다.

#### 미국 사용의 기원
미국 최초의 고등 교육 기관 설립자들은 옥스퍼드 대학교와 케임브리지 대학교를 졸업한 사람들이었다. 그들이 설립한 작은 기관들은 그들에게 대학처럼 보이지 않았을 것이다. 그들은 작았고 의학 및 신학 분야의 고급 학위를 제공하지 않았다. 더욱이 그들은 여러 작은 칼리지로 구성되지도 않았다. 대신, 새로운 기관들은 그들이 익숙했던 옥스퍼드와 케임브리지 칼리지처럼 느껴졌다. 작은 공동체에서 학생들을 숙식시키고, 기숙 교사로부터 교육을 제공했다(영국에서 위에서 설명한 바와 같이). 첫 학생들이 졸업했을 때, 이 "칼리지"들은 그들에게 학위를 수여할 권리를 가졌다. 보통 권한을 가지고 있었는데, 예를 들어 The College of William & Mary는 영국 군주로부터 학위를 수여할 수 있는 칙허장을 가지고 있었고, 다트머스 대학교는 "두 대학 중 어느 한 곳이나 우리 대영 제국의 다른 칼리지에서 일반적으로 수여되는 학위"를 수여할 수 있는 특허를 가지고 있었다.

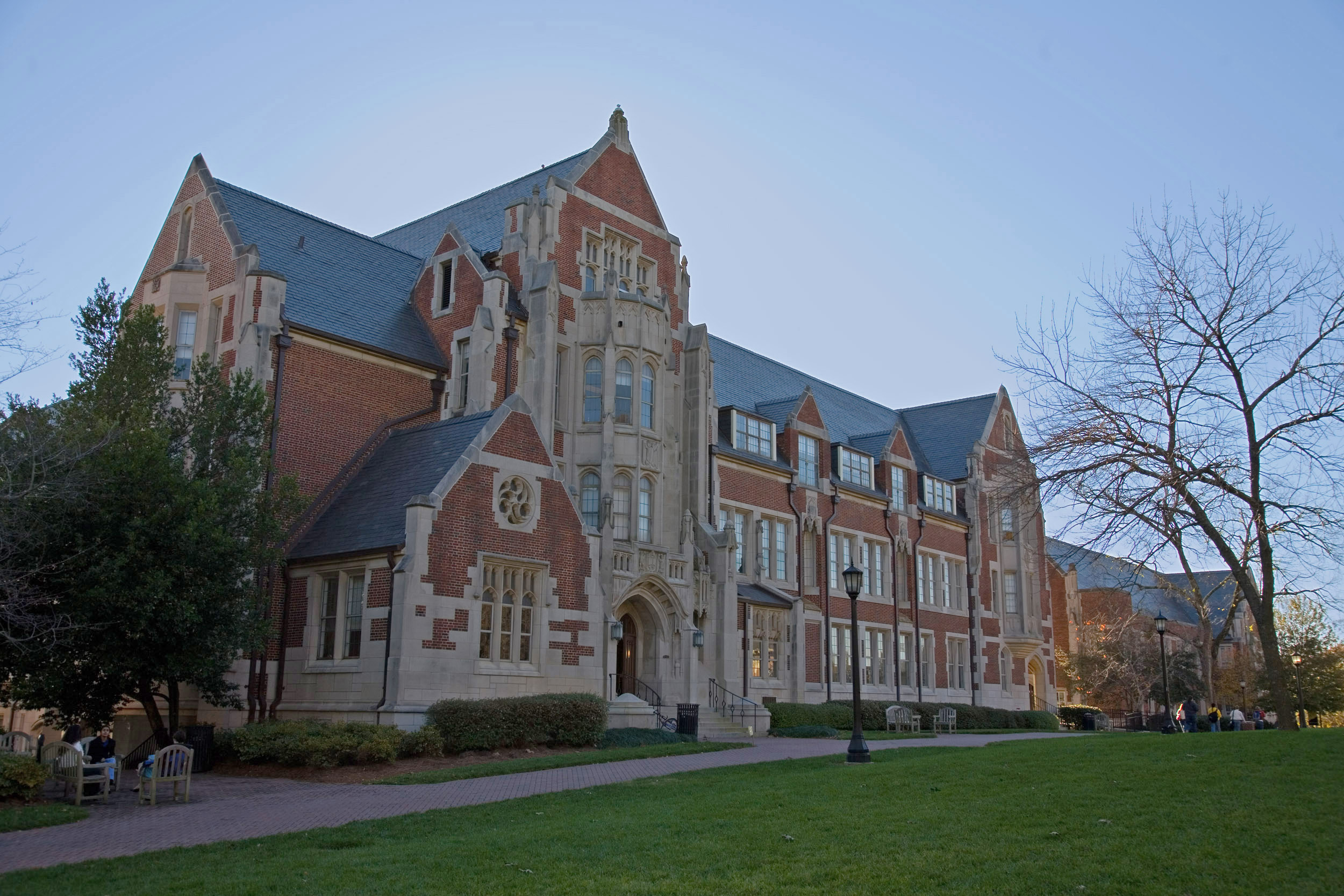
Agnes Scott College

(1642년 미국 최초로 학위를 수여한) 하버드 칼리지의 지도자들은 자신들의 칼리지를 새로운 케임브리지 대학교로 성장할 많은 기숙 칼리지 중 첫 번째라고 생각했을 것이다. 그러나 시간이 지나면서 그곳에는 새로운 칼리지가 거의 설립되지 않았고, 하버드는 성장하여 상위 학부를 추가했다. 결국 하버드는 명칭을 대학교로 변경했지만, "칼리지"라는 용어는 고착되어 미국 전역에서 "칼리지"가 생겨났다.
미국 영어에서 "college"라는 단어는 특정 유형의 학교를 의미할 뿐만 아니라, "대학에 가다" 또는 은행에서 제공하는 "대학 학자금 저축 계좌"와 같이 학교를 명시할 필요가 없을 때 학부 교육의 일반적인 개념을 지칭하는 데 역사적으로 사용되어 왔다.
33개 주, 156개 캠퍼스의 2,000명 이상의 대학생을 대상으로 한 설문조사에서 미국 공익연구그룹은 평균 학생이 교과서와 학용품에만 매년 1,200달러를 지출한다고 밝혔다. 비교하자면, 이 그룹은 이는 커뮤니티 칼리지 학비 및 수수료의 39%, 4년제 공립 대학 학비 및 수수료의 14%에 해당하는 금액이라고 말한다.

#### 모릴 토지 허여 법안

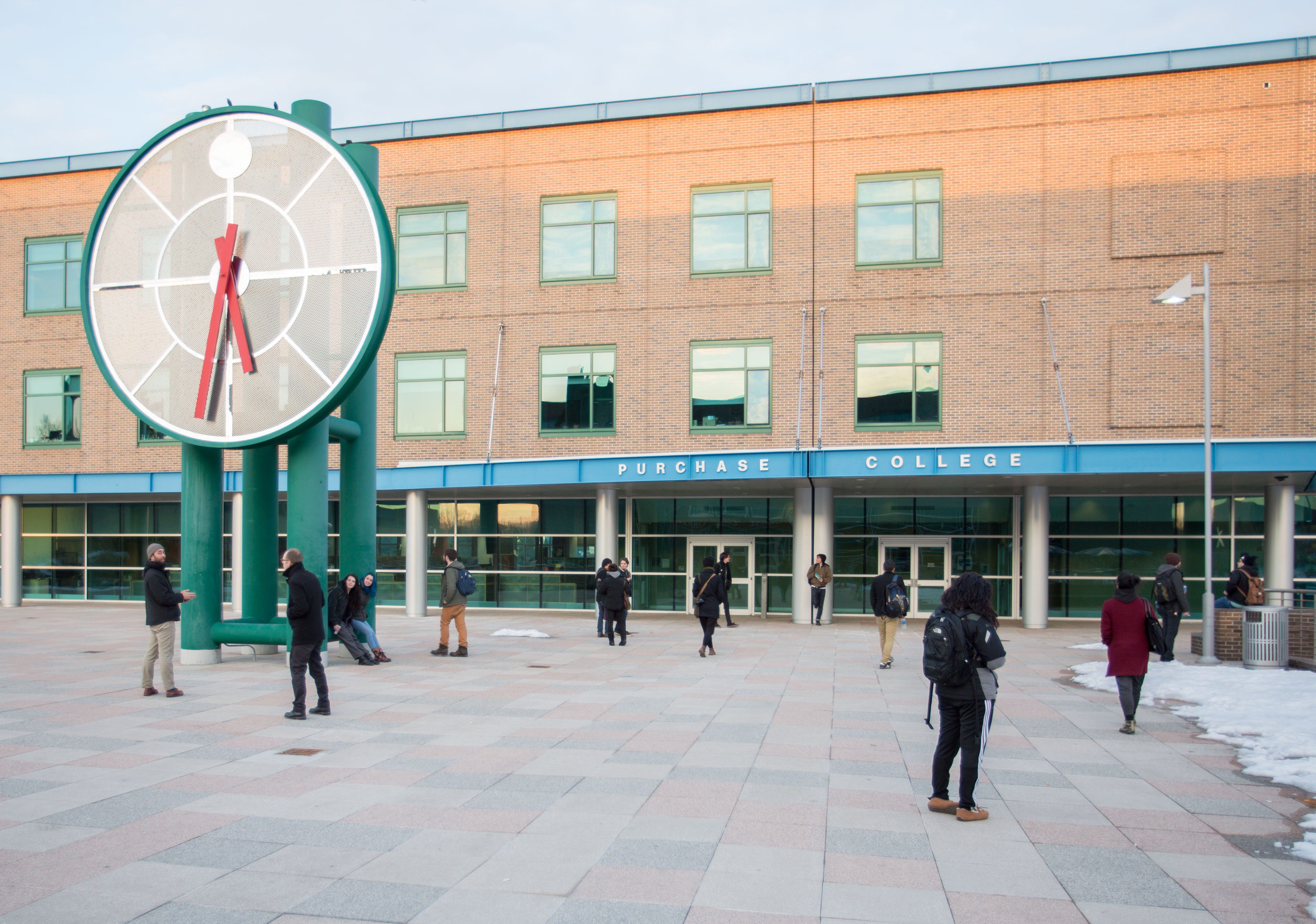
SUNY Purchase College

미국에는 사립 칼리지 및 대학 외에도 정부 지원을 받는 공립 대학 시스템이 있다. 많은 대학들이 1862년 모릴 토지 허여 대학법에 따라 설립되었다. "...많은 정치인과 교육자들이 모든 젊은 미국인들이 어떤 형태의 고등 교육을 받을 수 있도록 하기를 원했기 때문에..." 대중에게 보다 실용적인 고등 교육 형태를 제공하려는 운동이 일어났다. 모릴 법은 "...새로운 서부 주들이 시민들을 위한 칼리지를 설립할 수 있도록 했다." 그 목표는 농산물 생산 및 판매에 대한 훈련 및 장학금을 제공함으로써 농업 시스템을 개선하고, "...농업, 가정 경제학, 기계 예술 및 당시 실용적으로 여겨지던 기타 직업"에 대한 정규 교육을 제공함으로써 국가 시민들에게 고등 교육을 더 쉽게 접근할 수 있도록 하는 것이었다.
이 법은 결국 남북 전쟁 동안 연방에 남아 있던 모든 주, 그리고 결국 모든 주가 그러한 기관을 설립할 수 있도록 확대되었다. 모릴 법에 따라 설립된 대부분의 칼리지는 이후 완전한 대학이 되었으며, 일부는 세계 최고 수준의 대학에 속한다.

#### 칼리지의 이점
고등학교에서 평균 C+ 학점과 SAT 점수가 800점대 중반인 한계 학생이라 할지라도 2년제 전문대학 대신 4년제 칼리지를 선택하는 것은 졸업 확률을 높이고 상당한 경제적, 사회적 이점을 가져다준다.

## 아시아

### 방글라데시

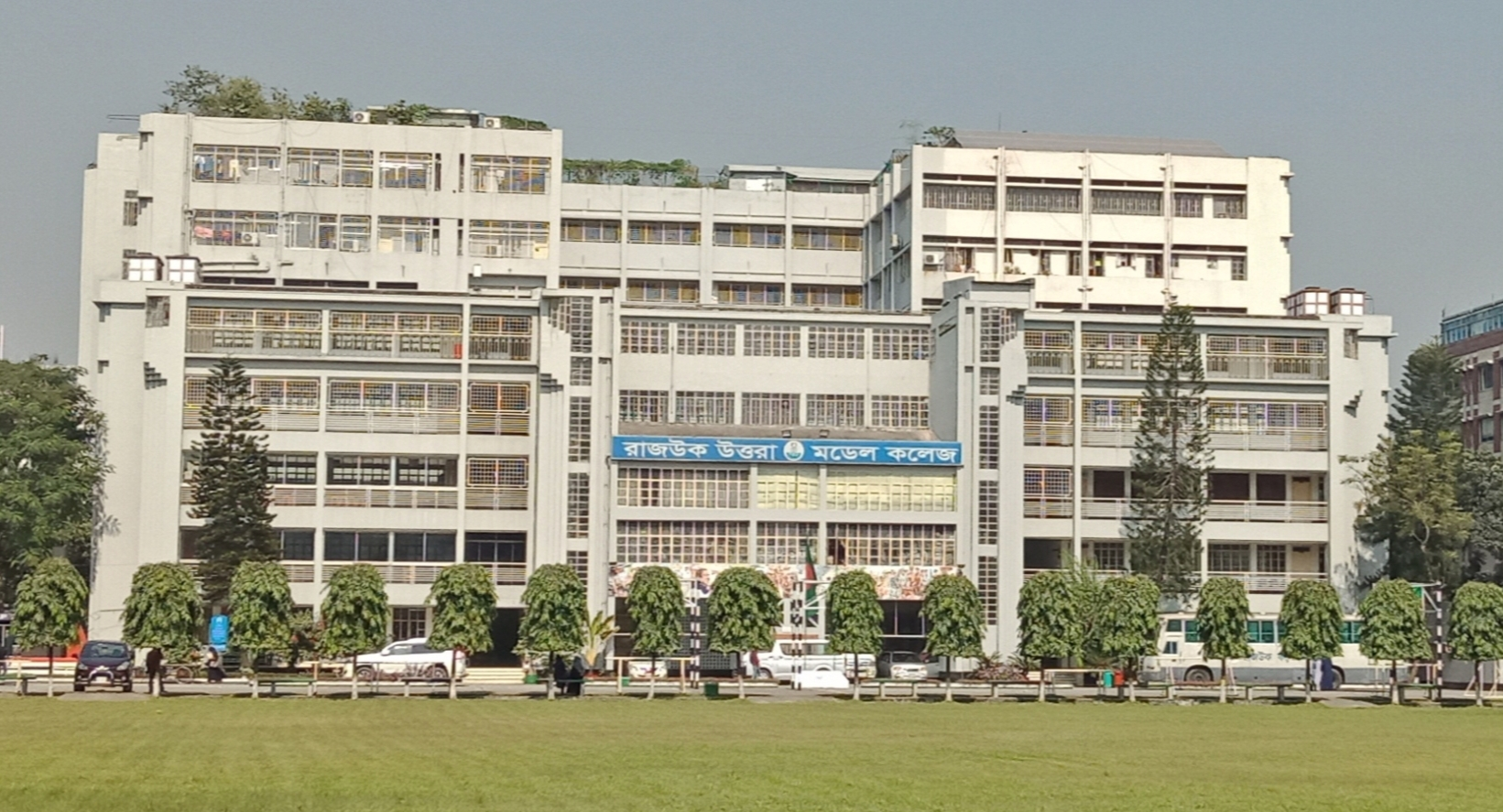
다카의 북부 교외인 Uttara에 위치한 RAJUK Uttara Model College

방글라데시에서는 고등 중등 교육(11학년–12학년)을 제공하는 교육 기관을 칼리지라고 부른다.

### 홍콩
홍콩에서 '칼리지'라는 용어는 고등 교육 기관에서 이름의 일부로 사용되거나, 홍콩 중문 대학의 칼리지와 같이 대학의 구성 부분을 지칭하는 데 사용되거나, St. John's College, University of Hong Kong과 같이 대학의 기숙사를 지칭하는 데 사용된다. 많은 오래된 중등학교들은 이름의 일부로 '칼리지'라는 용어를 포함하고 있다.

### 인도

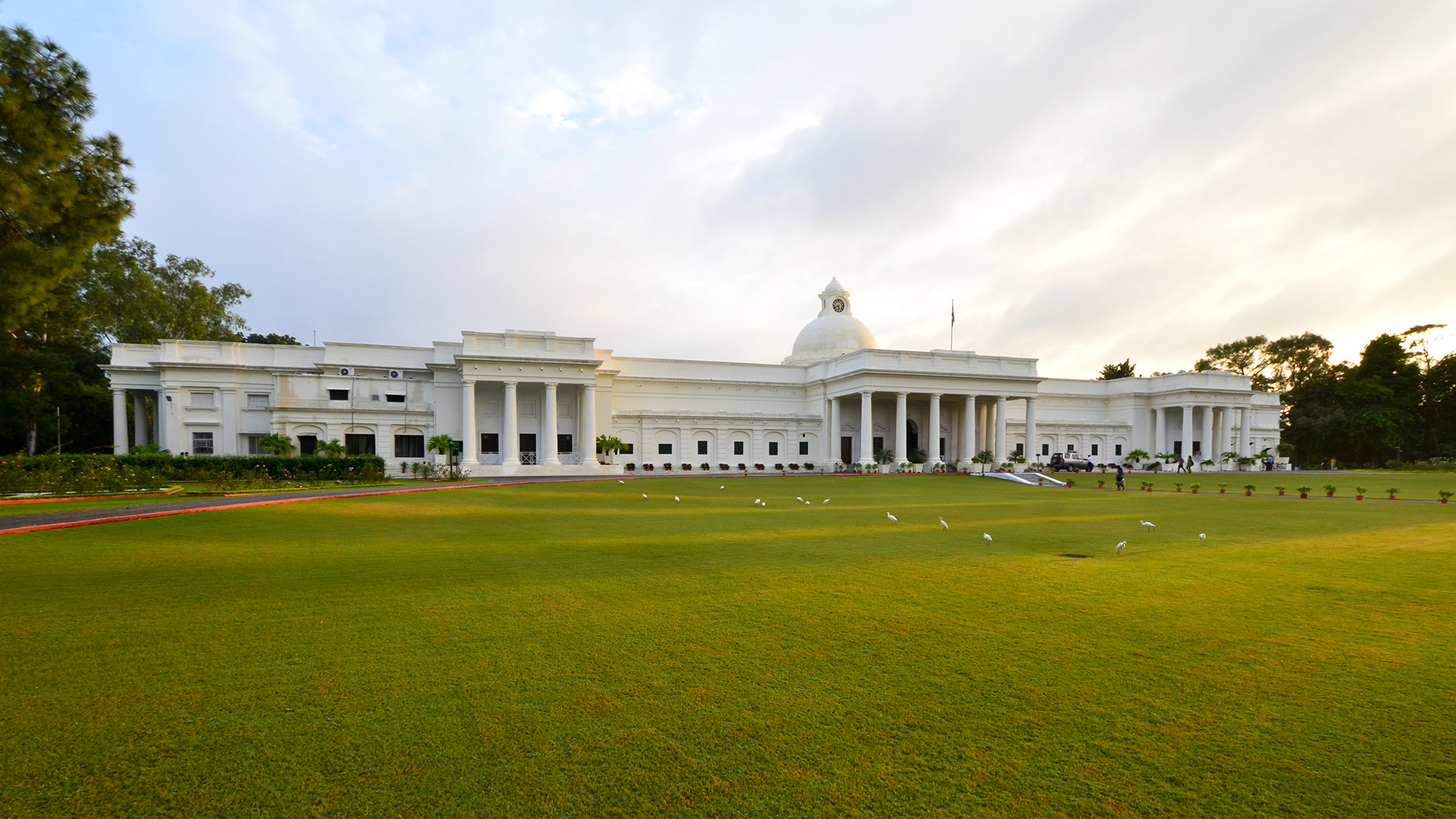
인도 공과대학교 루르키는 아시아에서 가장 오래된 기술 기관이다.

현대 교육 시스템은 1835년부터 영국의 영향을 많이 받기 시작했다.
인도에서 "칼리지"라는 용어는 일반적으로 12학년에 고등학교 졸업장을 제공하는 기관("주니어 칼리지", 미국 고등학교와 유사)과 학사 학위를 제공하는 기관에만 사용된다. 그러나 일부 칼리지는 박사 수준까지의 프로그램을 제공한다. 일반적으로 칼리지들은 주의 여러 지역에 위치하며, 모두 지역 대학에 소속되어 있다. 칼리지들은 해당 대학의 학위로 이어지는 프로그램을 제공한다. 칼리지들은 자율적이거나 비자율적일 수 있다. 자율 칼리지는 자체 커리큘럼을 수립하고 자체 시험을 실시하고 평가할 권한이 있다. 비자율 칼리지에서는 소속 대학이 모든 소속 칼리지에 대해 동시에 시험을 실시한다. 수백 개의 대학이 있으며, 각 대학에는 종종 많은 수의 소속 칼리지가 있다.
인도 최초의 인문과학 칼리지는 1815년 케랄라의 "코타얌 칼리지" 또는 "시리아 칼리지"였다. 아시아 최초의 언어 간 기숙 교육 기관이 이 칼리지에서 시작되었다. 현재는 정교회 신학 신학교 또는 올드 신학교로 알려진 신학 대학원이다. 그 후 1817년에 CMS 칼리지, 코타얌이 설립되었고, 1817년에도 힌두 칼리지로 알려진 Presidency College, Kolkata가 설립되었다. 기독교 신학 및 에큐메니컬 연구를 위한 최초의 칼리지는 세람포르 칼리지(1818)였다. 인도에서 서양식 교육을 제공한 최초의 선교 기관은 스코티시 처치 칼리지(1830)였다. 인도 최초의 상업 및 경제 칼리지는 뭄바이의 시든햄 칼리지(1913)였다.
인도에는 자율 기관 및 칼리지라는 새로운 용어가 도입되었다. 자율 칼리지는 특정 대학에 소속되어야 하는 칼리지이다. 이들 칼리지는 자체 입학 절차, 시험 요강, 학비 구조 등을 운영할 수 있다. 그러나 과정 완료 시 자체 학위 또는 디플로마를 수여할 수는 없다. 최종 학위 또는 디플로마는 소속 대학에서 발급한다.
또한, NEP(새 교육 정책 2020)에 따라 상당한 변화가 있을 수 있으며, 이는 대학 및 칼리지의 현재 지침에 영향을 미칠 수 있다. 2023-2024학년도에 시행되는 새로운 교육 정책은 인도의 교육 시스템의 격차와 단점을 메울 것이라고 한다.

### 이스라엘

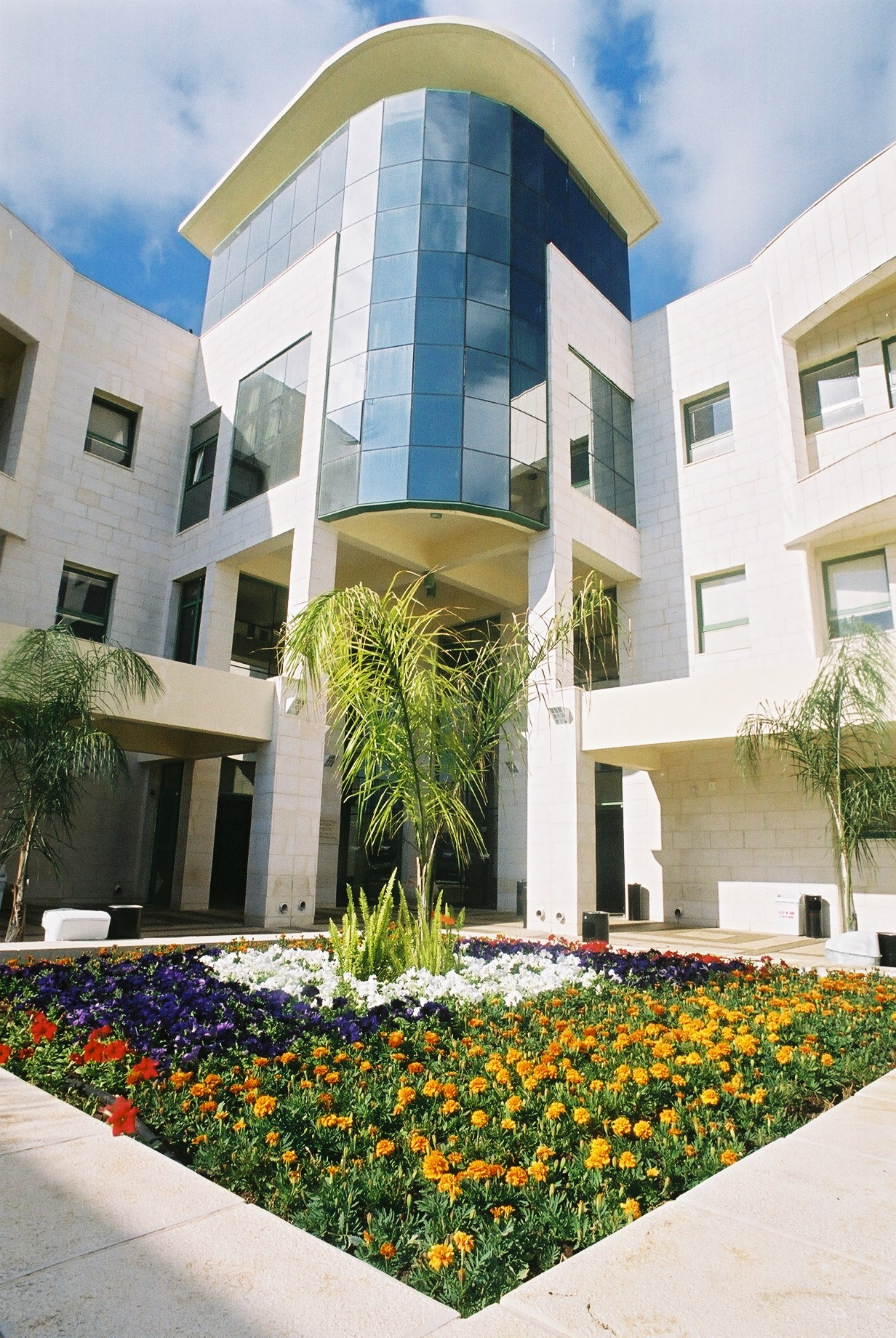
Braude College of Engineering

이스라엘에서 비대학 고등 학습 시설은 모두 칼리지라고 불린다. 이스라엘 고등 교육 위원회(CHE)에서 학사 학위를 수여하도록 인가된 기관은 "학술 칼리지"(히브리어: מִכְלָלָה, 복수형 מכללות)라고 불린다. 이 칼리지들(2012년 기준 최소 4개)은 석사 학위도 제공하고 연구 시설로도 활동할 수 있다. 20개 이상의 교원 양성 칼리지 또는 신학교도 있으며, 대부분은 교육학 학사 학위(BEd)만 수여할 수 있다.
- 학술 칼리지: 최소 학사 학위를 제공하도록 승인된 모든 교육 시설은 CHE에 의해 이름에 "학술 칼리지"라는 용어를 사용할 수 있는 자격이 주어진다.[39]
- 공학 학술 칼리지: 최소 학사 학위를 제공하고 대부분의 학부가 공학 학위 및 공학 면허를 제공하는 모든 학술 시설.
- 교육 학술 칼리지: "교사 세미나" 자격을 승인받은 교육 시설이 교육학 학사를 제공하도록 승인되면, 그 이름은 "교육 학술 칼리지"를 포함하도록 변경된다.
- 기술 칼리지: "기술 칼리지"(히브리어: מכללה טכנולוגית)는 P.E. 학위(히브리어: הנדסאי; 14학년) 또는 기술자(히브리어: טכנאי; 13학년) 디플로마 및 면허를 제공할 수 있도록 승인된 교육 시설이다.
- 훈련 칼리지: "훈련 칼리지"(히브리어: מכללה להכשרה 또는 מכללה מקצועית)는 대안 의학, 요리, 미술, 정비, 전기 기사 및 기타 직업과 같은 분야에서 사람이 작업 허가를 받을 수 있도록 기본 훈련을 제공하는 교육 시설이다. 훈련생은 견습생(예: 주니어 정비사, 주니어 전기 기사 등)으로 특정 직업에서 일할 수 있는 권리를 받을 수 있다. 훈련 분야에서 충분히 일한 후, 견습생은 정비사 또는 전기 기사로 일할 수 있는 면허를 받을 수 있다.[40] 이 교육 시설은 주로 저기술 직업과 국가 고용 서비스(שירות התעסוקה)에서 제공하는 훈련을 받지 않은 구직자들을 위한 기본 훈련을 제공하는 데 사용된다.

### 마카오
마카오에서는 포르투갈어 사용법에 따라 "칼리지"(colégio)라는 용어가 주로 사립(비정부) 예비 대학 교육 기관의 이름으로 전통적으로 사용되어 왔으며, 이는 1학년부터 6학년까지의 수준에 해당한다. 이러한 학교들은 주로 로마 가톨릭 교회나 마카오의 선교사들에 의해 운영된다. 예를 들어, Chan Sui Ki Perpetual Help College, 마카우 웨화 천주교중고등학교, Sacred Heart Canossian College 등이 있다.

### 필리핀
필리핀에서 칼리지는 일반적으로 학위를 수여하지만 산토 토마스 대학교, 필리핀 대학교, 마닐라 아테네오 대학교, 델라살레 대학교, 극동대학교, AMA 대학교와 같이 학문 분야가 대학만큼 다양하지 않은 학습 기관을 지칭한다. 예를 들어, 법률을 전문으로 하는 산 베다 칼리지, 정보 및 컴퓨팅 기술을 전문으로 하며 필리핀 전역에 캠퍼스가 퍼져 있는 AMA 컴퓨터 칼리지, 그리고 공학을 전문으로 하는 Mapúa Institute of Technology가 있다. 또는 필리핀 대학교의 과학대학 및 공과대학 등과 같이 학위를 수여하지 않고 특정 분야의 교육을 담당하는 대학 내 구성 단위를 지칭하기도 한다.
주립 칼리지에는 이름에 "칼리지"라는 단어가 없을 수도 있지만, 여러 구성 칼리지 또는 학과가 있을 수 있다. 따라서 Eulogio Amang Rodriguez Institute of Science and Technology는 분류상 주립 칼리지이다.
일반적으로 "칼리지"라는 용어는 "대학"이라는 용어와의 계층적 구분으로도 여겨지며, 많은 칼리지들이 학문적 수준의 향상(Colegio de San Juan de Letran, San Beda College)과 제공되는 학위 프로그램("과정"이라고 함)의 다양성 증가의 표시로 대학으로 인정받고자 한다. 사립 칼리지의 경우, Urios College가 현재 Fr. Saturnino Urios University가 된 것처럼 고등 교육 위원회와 인증 기관의 조사 및 평가를 통해 이루어질 수 있다. 주립 칼리지의 경우, 이는 일반적으로 의회 또는 상원의 입법을 통해 이루어진다. 일반적인 용어로는 "대학에 가다"는 단순히 학부 학위를 취득하기 위해 학교에 다니는 것을 의미하며, 해당 기관이 칼리지로 인정되든 대학으로 인정되든 상관없다.
교육 수준을 지칭할 때, 칼리지는 3차 또는 고등 교육과 동의어로 더 많이 사용된다. 이름에 칼리지 또는 대학이 있는 기관에서 학부 학위를 공부하는 학생 또는 공부를 마친 학생은 칼리지에 다니거나 다녀온 것으로 간주된다.

### 싱가포르
싱가포르에서 "칼리지"라는 용어는 일반적으로 "주니어 칼리지"라고 불리는 예비 대학 교육 기관에만 사용되며, 이들은 중등 교육의 마지막 2년(영국식으로는 식스 폼, 미국식으로는 11-12학년에 해당)을 제공한다. 2005년 1월 1일 이후로 이 용어는 "칼리지 시스템" 도입과 함께 기술교육대학교(Institute of Technical Education)의 세 캠퍼스를 지칭하기도 하며, 이 세 기관은 각각 ITE 칼리지 이스트, ITE 칼리지 센트럴, ITE 칼리지 웨스트라고 불린다.
"대학"이라는 용어는 현지에서 학위를 수여하는 고등 교육 기관을 지칭하는 데 사용된다. 졸업장을 수여하는 기관은 "폴리테크닉"이라고 불리며, 다른 기관은 종종 "인스티튜트" 등으로 불린다.

### 스리랑카
학위를 수여하지 않고 고등 교육을 제공하는 여러 전문 및 직업 기관이 "칼리지"라고 불린다. 여기에는 스리랑카 법률 칼리지, 다양한 기술 칼리지 및 교육 칼리지가 포함된다.

### 튀르키예
튀르키예에서 "kolej"(칼리지)라는 용어는 일반적으로 1년간의 예비 언어 교육이 선행되는 사립 고등학교를 의미한다. 저명한 튀르키예 칼리지로는 로버트 칼리지, 우스쿠다르 아메리칸 아카데미(Uskudar American Academy), American Collegiate Institute 및 타르수스 아메리칸 칼리지(Tarsus American College)가 있다.

## 아프리카

### 남아프리카 공화국
남아프리카 공화국에서는 "칼리지"라는 용어가 어떤 대학에서도 거의 사용되지 않지만, 일부 비대학 고등 교육 기관들은 스스로를 칼리지라고 부른다. 여기에는 교원 양성 칼리지, 경영 칼리지, 야생 동물 관리 칼리지 등이 포함된다.

### 짐바브웨
'칼리지'라는 용어는 주로 Advanced Level (상위 6학년)을 가진 사립 또는 독립 중등학교와 디플로마만 수여하는 폴리테크닉 칼리지에서 사용된다. 학생은 16세에 중등 교육(IGCSE)을 마치고 바로 폴리테크닉 칼리지로 진학하거나, Advanced level (16세에서 19세)로 진학하여 좋은 성적을 받으면 대학에 입학할 수 있는 GCE 자격증을 취득할 수 있다. 또는 낮은 성적을 받은 경우, GCE 자격증 소지자는 폴리테크닉 칼리지에 입학할 경우 GCSE 소지자보다 추가적인 이점을 얻을 수 있다. 짐바브웨의 일부 학교는 IGCSE 및 GCE의 대안으로 국제 바칼로레아 학업을 제공하기도 한다.

### 대한민국
1991년 이전까지, ~대학이라는 명칭을 가진 학교를 단과대학으로 분류하였지만, 1992년부터 종합대학과 단과대학간 구분이 사라지면서 찾아보기 힘들어졌다. 법적으로, 2021년 현재 단과대학으로 설치되어 있는 학교는 교육대학이 있다.
- 경인교육대학교
- 공주교육대학교
- 광주교육대학교
- 대구교육대학교
- 부산교육대학교
- 서울교육대학교
- 전주교육대학교
- 진주교육대학교
- 청주교육대학교
- 춘천교육대학교

## 유럽

### 그리스
콜레지오(그리스어: Κολλέγιο)는 주로 사립이며 그리스 고등 교육 시스템에 속하는 리케이온 후 교육 센터(그리스어: Κέντρο Μεταλυκειακής Εκπαίδευσης, 약어 KEME)를 의미한다. 이들 중 일부는 EU 또는 미국 고등 교육 기관 또는 NEASC와 같은 인가 기관과 연계되어 있다. 콜레지오(복수형 콜레기아)는 Athens College와 같은 사립 비고등 학교를 의미하기도 한다.

### 아일랜드
아일랜드에서는 "칼리지"라는 용어가 일반적으로 3차 교육 기관을 지칭하는 데 사용된다. 대학생들은 종종 "대학" 대신 "칼리지"에 다닌다고 말한다. 1989년까지 어떤 대학도 직접 교육이나 연구를 제공하지 않았다. 이는 공식적으로 대학의 구성 칼리지에 의해 제공되었다.
"칼리지"라는 단어를 전통적으로 이름에 사용한 여러 중등 교육 기관이 있다. 이들은 Belvedere College, Gonzaga College, Castleknock College, St. Michael's College와 같은 오래된 사립 학교이거나, 이전에 특정 종류의 중등학교였던 곳이다. 이 중등학교들은 이전에 "기술 칼리지"로 알려졌다가 "커뮤니티 칼리지"로 이름이 변경되었지만, 여전히 중등학교로 남아 있다.
국내 유일의 고대 대학은 더블린 대학교이다. 엘리자베스 1세 재위 기간에 설립되었으며, 케임브리지와 옥스퍼드의 칼리지연합 대학을 모델로 한다. 그러나 단 하나의 구성 칼리지만이 설립되었으므로 오늘날 트리니티 칼리지 (더블린)의 특이한 위치가 생겼다. 비록 둘 다 일반적으로 동일하게 간주되지만, 대학과 칼리지는 별개의 법인이며 분리되고 병렬적인 관리 구조를 가지고 있다.
더 현대적인 기관으로는 1908년에 설립된 아일랜드 국립 대학교가 있으며, 1997년까지 구성 칼리지와 인정 칼리지로 구성되었다. 전자는 현재 본질적으로 자체적인 대학인 구성 대학으로 불린다. 국립 대학교는 1850년 아일랜드 퀸스 대학교의 설립과 1854년 아일랜드 가톨릭 대학교의 설립으로 거슬러 올라간다. 1880년부터 이 두 대학의 학위 수여 역할은 아일랜드 왕립 대학교로 넘어갔고, 이는 1908년 국립 대학교와 퀸스 대학교 벨파스트가 설립될 때까지 계속되었다.
국가의 두 신설 대학인 더블린시티 대학교와 리머릭 대학교는 처음에는 National Institute for Higher Education 기관이었다. 이 기관들은 설립 초기부터 대학 수준의 학위와 연구를 제공했으며, 이를 인정받아 1989년에 대학 지위를 획득했다.
국가의 3차 기술 교육은 1970년대에 지역 기술 칼리지로 설립된 기술원에서 수행되었다. 이 기관들은 Quality and Qualifications Ireland (QQI)로부터 자체 명의로 학위와 졸업장을 수여할 권한을 위임받았다.
Dublin Business School과 같이 여러 사립 칼리지가 존재하며, QQI 및 일부 경우에는 다른 대학에서 인증한 학부 및 대학원 과정을 제공한다.
다른 유형의 칼리지로는 Church of Ireland College of Education과 같은 교육 칼리지가 있다. 이들은 교사 훈련을 받고자 하는 사람들을 위한 학부 및 대학원 학위를 제공하는 전문 기관으로, 종종 대학과 연계되어 있다.
여러 국고 지원 추가 교육 칼리지가 존재한다. 이들은 비즈니스 연구 및 정보통신기술부터 스포츠 부상 치료에 이르기까지 다양한 분야의 직업 교육 및 훈련을 제공한다. 이러한 과정은 일반적으로 1년, 2년 또는 드물게 3년 과정이며, QQI의 레벨 5 또는 6, 또는 Edexcel에서 인증한 레벨 6/7 자격인 BTEC Higher National Diploma 학위에 의해 인증된다. 수많은 사립 칼리지(특히 더블린과 리머릭)가 있으며, 이들은 추가 교육 및 고등 교육 자격을 모두 제공한다. 이 학위와 졸업장은 종종 해외 대학/국제 학위 수여 기관에 의해 인증되며, 레벨 6, 7, 8의 국가 자격 체계에 맞춰져 있다.

### 네덜란드
네덜란드에는 고등학교 졸업 후 3가지 주요 교육 경로가 있다.
- MBO (중급 응용 교육)는 전문대학에 해당한다. 숙련된 기술직 및 기술직 종사자와 공학, 회계, 경영학, 간호학, 의학, 건축, 범죄학 등 전문직의 보조 역할을 준비하거나, 더 고급 학술 자료를 가진 다른 칼리지에서 추가 교육을 받기 위해 설계되었다.[43]
- HBO (고등 직업 교육)는 칼리지에 해당하며 직업 지향적이다. HBO(일반적으로 4~6년) 후 학생들은 (전문) 석사 프로그램(1~2년)에 등록하거나 직업 시장에 진출할 수 있다. HBO는 직업 대학(hogescholen)에서 가르치며, 네덜란드에는 40개 이상이 있다. 이들 대학은 예술 또는 농업에 특화된 일부를 제외하고는 광범위한 프로그램을 제공한다. hogescholen은 네덜란드어로 스스로를 대학이라고 부를 수 없다. 이는 영어에도 적용되므로 HBO 기관은 응용 과학 대학으로 알려져 있다.[44]
- WO (과학 교육)는 대학 수준 교육에 해당하며 학술 지향적이다.[44]

HBO 졸업생은 Baccalaureus (bc.) 및 Ingenieur (ing.) 두 가지 학위를 받을 수 있다. WO 기관에서는 더 많은 학사 및 석사 학위를 받을 수 있다. 학사 학위: Bachelor of Arts (BA), Bachelor of Science (BSc), Bachelor of Laws (LLB). 석사 학위: Master of Arts (MA), Master of Laws (LLM), Master of Science (MSc). 박사 학위는 박사 학위 논문 완료 및 방어 시 수여되는 연구 학위이다.

### 포르투갈
현재 포르투갈에서 콜레지오(colégio)라는 용어는 일반적으로 기초 교육에서 중등 교육까지 제공하는 사립(비정부) 학교를 통칭하는 데 사용된다. 많은 사립 학교가 이름에 콜레지오라는 용어를 포함한다. 일부 특수 공립 학교, 특히 기숙학교 유형의 학교도 이름에 이 용어를 포함하며, 대표적인 예는 포르투갈 육군군사참모대학교(Colégio Militar)이다. 콜레지오 인테르노(colégio interno, 문자 그대로 "내부 칼리지")라는 용어는 특히 기숙학교를 통칭하는 데 사용된다.
19세기까지 콜레지오는 보통 공립 또는 종교적 성격의 중등 또는 예비 대학 학교였으며, 학생들이 보통 함께 살았다. 이러한 칼리지의 모델은 주앙 3세 국왕이 1542년에 코임브라에 설립한 왕립 예술 및 인문 칼리지였다.

### 영국

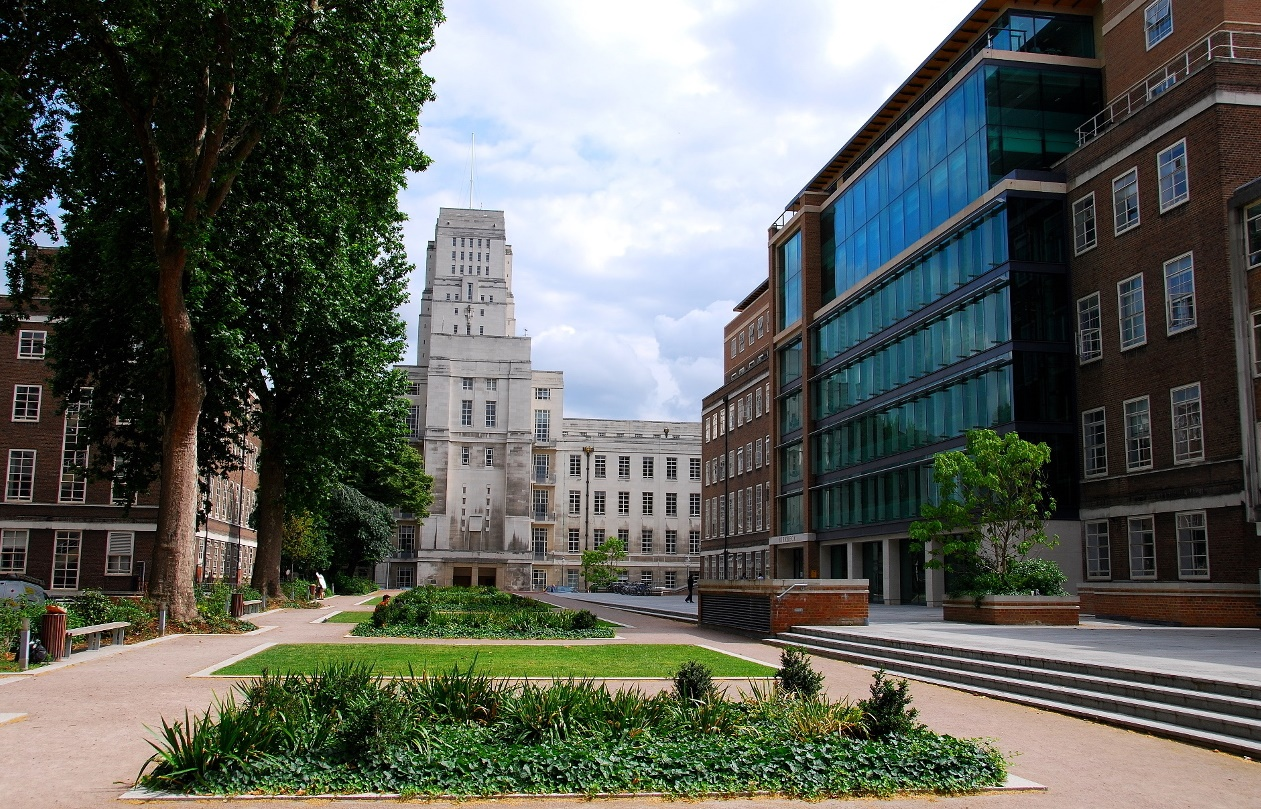
버크벡 칼리지

#### 중등 교육 및 추가 교육
추가 교육(FE) 칼리지와 식스폼 칼리지는 16세 이상의 학생들에게 추가 교육을 제공하는 기관이다. 이들 중 일부는 고등 교육 과정도 제공한다(아래 참조). 중등 교육 맥락에서 '칼리지'는 이튼 칼리지 및 윈체스터 칼리지와 같은 일부 사립학교 이름에 사용된다.

#### 고등 교육
고등 교육에서 칼리지는 일반적으로 대학 지위를 보유하지 않은 기관을 의미하지만, 칼리지연합 대학 또는 연방 대학의 구성 부분이나 대학 내 학부 또는 학과 그룹을 의미할 수도 있다. 전통적으로 칼리지와 대학의 차이는 칼리지는 학위를 수여하지 않고 대학은 학위를 수여한다는 것이었지만, NCG가 자체 칼리지를 대표하여 교수 학위 수여 권한(일부 대학과 동일)을 획득하고, 런던 대학교의 칼리지 중 다수가 완전한 학위 수여 권한을 보유하고 사실상 대학인 상황에서는 더 이상 그렇지 않다. 그러나 대부분의 칼리지는 자체 학위 수여 권한을 보유하지 않으며, 대학 또는 학위 수여가 가능한 다른 기관에 의해 인증된 고등 교육 과정을 계속 제공한다.
잉글랜드에서는 2016년 8월 현재, HEFCE에서 직접 자금을 지원받는 고등 교육 기관의 60% 이상(340개 중 208개)이 식스폼 또는 추가 교육 칼리지이며, 종종 추가 및 고등 교육 칼리지라고 불린다. 이와 함께 런던 대학교의 17개 칼리지, 1개 유니버시티 칼리지, 100개 대학, 그리고 14개 기타 기관(그 중 6개는 이름에 '칼리지'를 사용)이 있다. 전반적으로 이는 잉글랜드의 주정부 지원 고등 교육 기관의 3분의 2 이상이 어떤 형태로든 칼리지임을 의미한다. 많은 사립 기관도 칼리지라고 불린다. 예를 들어, New College of the Humanities 및 St Patrick's College, London이 있다.
대학 내 칼리지들의 책임은 엄청나게 다양하다. 런던 대학교의 대규모 구성 칼리지들은 사실상 자체적인 대학이다. 런던 예술대학교의 칼리지와 런던 대학교의 소규모 칼리지들을 포함한 일부 대학의 칼리지들은 자체 학위 과정을 운영하지만 학위를 수여하지 않는다. 로햄턴 대학교의 칼리지들은 숙소 및 학생 지원을 제공하고 대학 과정의 강의도 진행한다. 옥스퍼드 대학교와 케임브리지 대학교의 칼리지들은 숙소 및 학생 지원뿐만 아니라 일부 대학 과정 강의도 진행한다. 더럼 대학교, 켄트 대학교, 랭커스터 대학교 및 요크 대학교 (잉글랜드)의 칼리지들은 숙소 및 학생 지원을 제공하지만 일반적으로 정식 강의에는 참여하지 않는다. 이들 칼리지의 법적 지위도 크게 다르다. 런던 대학교의 칼리지들은 독립 법인이며 인정된 기관이고, 옥스브리지 칼리지, University of the Highlands and Islands (UHI) 칼리지 및 일부 더럼 칼리지들은 독립 법인이며 등재된 기관이며, 대부분의 더럼 칼리지는 대학 소유이지만 여전히 등재된 기관이다. 다른 칼리지연합 대학의 칼리지들은 정식 인정을 받지 못했다. UCAS를 통해 학부 과정에 지원할 때, 런던 대학교 칼리지들은 독립 기관으로 취급되고, 옥스퍼드, 케임브리지, 더럼, UHI의 칼리지들은 대학을 선택하는 것 외에 '캠퍼스 코드'를 지정하여 선택할 수 있는 대학 내 위치로 취급되며, 다른 대학의 칼리지들은 인정되지 않는다.
UHI와 University of Wales Trinity Saint David (UWTSD)는 모두 추가 교육 칼리지를 포함한다. 그러나 UHI 칼리지들은 FE와 HE 제공을 통합하는 반면, UWTSD는 대학 캠퍼스(Lampeter, Carmarthen, Swansea)와 두 칼리지(Coleg Sir Gâr 및 Coleg Ceredigion; n.b. coleg는 웨일스어로 칼리지) 사이에 분리를 유지한다. 이들은 같은 그룹의 일부이지만 대학 내 칼리지라기보다는 별개의 기관으로 취급된다.
유니버시티 칼리지는 가르쳐지는 학위를 수여할 권한이 있지만 대학 지위를 부여받지 못한 독립 기관이다. 유니버시티 칼리지는 허가 없이는 사용할 수 없는 보호된 명칭이지만, 유니버시티 칼리지 런던, 유니버시티 칼리지 (옥스퍼드 대학교), University College, Durham은 해당 대학 내의 칼리지이며 유니버시티 칼리지가 아니라는 점에 유의해야 한다(UCL의 경우 완전한 학위 수여 권한을 보유하여 유니버시티 칼리지보다 상위 지위에 있음). 반면 University College Birmingham은 자체적으로 대학이며 유니버시티 칼리지가 아니다.

## 오세아니아

### 오스트레일리아
오스트레일리아에서 칼리지는 대학보다 규모가 작고 독립적으로 운영되거나 대학의 일부인 3차 교육 기관일 수 있다. 1980년대 개혁 이후 이전에 독립적이었던 많은 칼리지들이 현재 더 큰 대학에 속하게 되었다.
대학의 부분들을 언급할 때, 학부생과 대학원생 모두를 위한 거주지를 제공하는 유니버시티 칼리지라고 불리는 기숙 칼리지들이 있다. 이 칼리지들은 종종 추가적인 튜토리얼 지원을 제공하며, 일부는 신학 연구를 주최하기도 한다. 많은 칼리지들은 강한 전통과 의식을 가지고 있어 기숙사 스타일의 숙소와 친목회 또는 여성 클럽 문화를 결합한 형태이다.
대부분의 기술 및 추가 교육 기관(TAFE)은 자격증 및 디플로마 직업 과정을 제공하며, "TAFE 칼리지" 또는 "TAFE 칼리지"로 불린다. 태즈메이니아와 같은 일부 지역에서는 칼리지가 10, 11, 12학년 학생들을 위한 학교 유형을 의미한다. 예를 들어, 돈 칼리지가 있다.

### 뉴질랜드

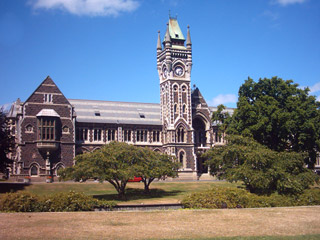
뉴질랜드의 오타고 대학교

이전 뉴질랜드 대학교의 구성 칼리지들(예: 캔터베리 유니버시티 칼리지)은 독립적인 대학이 되었다. 뉴질랜드 대학과 관련된 일부 기숙사는 여전히 "칼리지"라는 이름을 유지하고 있는데, 특히 오타고 대학교는 뉴질랜드 대학교의 산하에 들어갔음에도 불구하고 이미 대학 지위와 학위 수여 권한을 가지고 있었다. 이전에 "교원 양성 칼리지"로 알려졌던 기관들은 현재 "교육 칼리지"라고 불린다.
캔터베리 대학교와 같은 일부 대학들은 대학을 구성 행정 "칼리지"로 나누었다. 예술 칼리지는 예술, 인문학, 사회 과학을 가르치는 학과들을 포함하고, 과학 칼리지는 과학 학과들을 포함하는 등이다. 이는 위에서 언급한 케임브리지 모델을 주로 따르고 있다.
영국과 마찬가지로 뉴질랜드의 일부 전문 기관들은 스스로를 "칼리지"라고 부른다. 예를 들어 Royal Australasian College of Surgeons, Royal Australasian College of Physicians 등이 있다.
나라의 일부 지역에서는 중등학교를 흔히 칼리지라고 부르며, 고등학교와 상호 교환적으로 사용된다. 이는 뉴질랜드의 다른 지역 출신 사람들을 혼란스럽게 할 때가 있다. 그러나 전국의 모든 지역에서 많은 중등학교들이 Rangitoto College와 같이 뉴질랜드에서 가장 큰 중등 학교처럼 이름에 "College"를 포함하고 있다.

## 같이 보기
- 대학
- 단과대학과 종합대학
- 종합대학
- 학부
- 케임브리지 대학교의 칼리지들
- 피터하우스, 케임브리지
- 커뮤니티 칼리지
- 학원